# Культура Удмуртії
Удмуртія — демократична республіка у складі Російської Федерації, є її невід'ємним суб'єктом, входить до складу Приволзького федерального округу, розташована в західному Передураллі, у межиріччі Ками та її правої притоки В'ятки. Республіка заселена переважно росіянами, але саме удмурти, її корінний та титульний народ, відіграв значну і помітну роль у становленні Удмуртії як окремої республіки. Саме удмурти визначали і визначають сьогоднішню культуру та самобутність власної країни. Але разом із тим становлення культурних аспектів не проходило без участі інших народів, які населяють Удмуртію. Насамперед, це росіяни, які здавна заселили Вятську землю, і татари, які в історичні часи володіли землями південних удмуртів, та деякі інші національності. Усі вони, окрім підтримання власних традицій, наповнили також і культуру всієї Удмуртії.
Культура Удмуртії розвивалась упродовж тисячі років, починаючи від праудмуртської культури, яка утворилась на базі п'яноборської археологічної культури, продовжуючи активно розвиватись із приєднання до Росії у XVI столітті. На культуру Удмуртії суттєво вплинули культури сусідніх народів, особливо росіян і татар. Після формування міжнародних асоціацій фіно-угорських народів, поширення удмуртської культури вийшло за межі республіки, і вона була сприйнята у світі як унікальна та самобутня. Особливу увагу слід звернути на літературу, яка формувалась на базі удмуртської та російської мов, чимало письменників мали зв'язки з іноземними авторами, наприклад з українськими (Флор Васильєв листувавася з Миколою Даньком). Удмуртський театр і досьогодні має велику популярність у глядачів не лише в Росії, а й за кордоном, багато архітекторів та художників стали відомими завдяки своїм визначним витворам мистецтва.

## Етнографія
Основою для формування удмуртів як народу стали автохтонні племена Волго-Камського регіону. У різні періоди до них включалися індоарійські, угорські, тюркські та слов'янські племена. Витоки відносять до ананьїнської культури (VIII—III століття до н. е.). У другій половині 1-го тисячоліття на базі пізньоп'яноборських варіантів сформувалася древньо-удмуртська спільнота, яка розташовувалася у басейні річки В'ятка. Перші відомості про удмуртів відносяться до середньовіччя. Їх можна знайти в арабських літописах XII століття, російських джерелах XIV століття та західноєвропейських джерелах XVI століття. Самоназва удморд вперше опублікована 1770 року Миколою Ричковим.

Григорій Верещагін

У XVIII столітті Петербурзька АН здійснила низку наукових експедицій до Поволжя. Відомі вчені залишили багато відомостей про удмуртів. Для вивчення удмуртів велике значення мало створення 1878 року при Казанському університеті Товариства археології, історії та етнографії, яке проводило збір етнографічного матеріалу, його дослідження та публікацію наукових праць. Наприкінці XIX століття розпочав свою дослідницьку діяльність перший удмуртський етнограф Григорій Верещагін. Серед досліджень інших етнографів дореволюційного періоду вирізняються праці Бориса Гаврилова, Д. Островського, Миколи Первухина, І. Н. Смірнова, В. М. Бехтерєва, І. В. Васильєва, П. Н. Луппова. Значний внесок у вивчення удмуртів внесли закордонні дослідники Максиміліан Бух, Петер Домокош, Бернат Мункачі, Юрйо Віхман, У. Хольмберг (Харва), І. Маннінен, Л. Вікар, Е. Сій. Після 1920 року в Удмуртії відбувався підйом у всіх сферах життя, у тому числі і в краєзнавстві та удмуртознавстві. Було організовано науково-краєзнавчі та культурно-просвітницькі товариства «Бöляк» («Спорідненість»), Наукове товариство з вивчення Вотського краю, продовжувало свою роботу створене в 1913 році Товариство з вивчення Прикамського краю. Відбулися всеросійські з'їзди удмуртів у 1918 та 1919 роках.
Становлення радянської влади стало для удмуртів важким випробуванням, особливо в період колективізації, насильницької деформації побуту народу. Пізніше настав період репресій, коли знищували удмуртську інтелігенцію та заможних селян, яких було оголошено «ворогами народу». Негативно вплинули на розвиток народності удмуртів і Друга світова війна, голод та розруха. В удмуртів настала соціальна апатія, втрата орієнтирів розвитку, національний нігілізм, ерозія культури.
У кінці 1980-х років відродився рух удмуртів, викликаний посиленням національної самоідентифікації. Ініціатором руху виступив Клуб удмуртської культури (1988), на базі якого виникло Товариство удмуртської культури (1989). 1990 року була створена удмуртська молодіжна організація «Шунди», а 1991-го — Всеудмуртська асоціація «Удмурт Кенеш». Демократизація відносин у державі дала поштовх до вирішення національних проблем. Якщо у XIX столітті традиційними сюжетами побуту були релігія, народний одяг та обряди, то у другій половині XX століття на перший план виходить комплексне вивчення удмуртського етносу, його господарства, матеріальної культури, родини та побуту, суспільних відносин, народної медицини, етнопедагогіки, менталітету, хореографії, етикету тощо.
Окрім удмуртів, у республіці проживають й інші народи, основні — росіяни, татари, бесерм'яни та в невеликій кількості інші народності. Вони відповідно мали певний історичний вплив на формування історико-етнографічних особливостей краю. Після приєднання північної Удмуртії до Росії, з боку росіян, які почали заселяти територію басейну річки Чепца, відбувався значний культурний вплив на удмуртів. Їхні традиційні ознаки відобразились і на формуванні удмуртського етносу. Південні удмурти, навпаки, перебуваючи під владою татар, відчували культурний тиск з їхнього боку, але він проходив іншими, ліберальнішими шляхами, аніж північний проросійський. Це насамперед пояснюється релігійними аспектами. Північні удмурти першими відчули на собі християнізацію з усіма суворими канонічними приписами; південні ж зазнали впливу ісламу.

## Фольклор

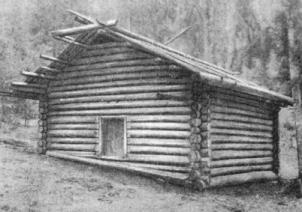
Куала — традиційний храм удмуртів

Удмуртський фольклор являє собою невід'ємний розділ традиційної культури удмуртів, який сприймається як у широкому розумінні (калык öнер, калык тодон-валан, калык визь — народне знання, народна мудрість), так і у вужчому (калык кылос, калык кылбурет — народна поезія, усно-поетична творчість). У побуті фольклор не поділяється на жанри, сприймається в органічній цілісності з матеріальною культурою, у єдності з релігійними, правовими та етичними комплексами. Народні терміни-визначення увібрали в себе обрядове дійство (сям, нерге, йылол, кисьтон, куяськон, сюан, мадиськон), символічно образне та магічно твірне слово (мадькыл, выжыкыл, тункыл, кылбур), музикально-хореографічну поведінку (крезь, гур, шудон-серекъян, тэтчан, эктон).
Нероздільність форм фольклору, місце та роль його в житті удмуртів найбільш яскраво виражені та можуть бути виявлені в етимології однокорінних термінах мадь, мадькыл, мадиськон, які означають розповідати, славити, співати, загадувати, переказувати, передавати таємне. Корінь mo є майже у всіх фіно-угорських мовах та має в основі поняття вчити, радити, передавати досвід, пізнавати світ. Магічне ставлення виражене в різних заклинаннях (тункыл): побутових примовок, які вимовляються при виконанні обряду або поза ним (переправа через річку, набирання води з джерела, збирання перших плодів та ягід, закінчення жнив, елементарні випадки лікування тощо); закликаннях-зверненнях до природи, звірів та птахів; клятвах; привітанні; прокльонах.
До побутових заклинань близька обрядова сутність замовляння (куриськон) ворожок (туно), знахарів (пелляськись), язичного жерця (куриськись). Поділяються замовляння на господарські, лікарські та любовні. Окремо виділяються господарські, які виконуються на приватних та загальних молебнях главою родини або жерцями. Серед традиційних звернень — прохання до трійці верховних богів — Інмар, Килдисін та Куазь; заступниці родинно-родового щастя — Воршуд та інших із проханням створити господарське та родинне благополуччя, здоров'я та щастя. Лікувальні замовляння відомі під назвою пеллян кыл (нашіптуване слово), эмкыл (лікувальне слово), кыжкыл (слово заклинання). Існують замовляння від хвороб — наприклад, виркыл — замовляння від крові, син усем кыл — від сглазу, булык кыл — від лихоманки.

Лікувальне замовляння

Брудний нарив — внутрішній нарив, коли на оці змії ти зможеш з'явитись, тоді з'явись на оці цієї людини. Коли на кінчиках голок-шерстинок чорного їжака вийти зможеш, чорний нарив — внутрішній нарив — брудний нарив, тільки тоді на оці цієї людини вийди! Коли на очах сімдесяти і семи риб вийти зможеш, брудний нарив — внутрішній нарив, тоді нехай вийдеш на оці цієї людини, або тобі немає місця тут! Коли на крилах чорного ворона, крилах трясогузки вийти зможеш ти, брудний нарив — внутрішній нарив — чорний нарив, тоді на оці цієї змії вийдеш; летюча змія є — коли на оці летючої змії вийдеш, брудний нарив — внутрішній нарив, тоді вийди на оці цієї людини! Або тобі немає місця тут!
Оригінальний текст (удм.)
Жоб потос-пуш потос, кыйлэн синмаз куке потэмед луиз ке, сокы та адямилэн синмаз пот!
Сьод чушъяллэн гон йылаз куке жужад, сьод потос-пуш потто-жоб потос, сокы та адямилэн синмаз пот!
Сизьымдон но сизьым чорыглэн синмаз Куке жужад, жоб потос-пуш потос, сокы жужжа та адямилэн синмаз!
Сьод кырныжлэн бурд йылаз, чечеглэн бурд йылаз жужамед ке луиз тынад, жоб потос-пуш потос-сьод потос, сокы та адямилэн синмаз жужамед луоз!... Сьод кый вапнь - кыйлэн синмаз Куке жужад; лобась кый ваннь - лобась кыйлэн синмаз Куке жужад, жоб потос-пуш потос, сокы та адямилэн синмаз жужа!
Сокытэк инты овол татын тоныд!

Обрядова поезія здавна вирізнялась своїм набором пісенних жанрів. Північні удмурти розрізняють два види музичної творчості: крезь та мадь. Крезь — наспів, мелодія, мотив, пісня без слів. Використовується для позначення лише обрядових пісень. Цим же словом позначається музичний гуслеподібний інструмент. Мадь — пісня із словами, частіше сюжетна (від мадьыны — переказувати, заклинати, розповідаючи співати). Специфіка манери обрядового співу збереглась у південних удмуртів і називається гур (наспів, мелодія, мотив), який відноситься до поняття плакати, голосити, кликати, заклинати, слугує своєрідним знаком, символом ритуального святкування. Багато частин тематичного циклу переходять із одного обряду в інший, відповідно змінюючи лише музичне оформлення. Спостерігається поліжанровість текстів.

Ноти наспіву акашка гур

У різних локальних традиціях набір календарних обрядових мелодій неоднаковий. Йö келян крезь (наспів обряду проводів криги), наприклад, характерний лише для північних удмуртів. Обряди збереглись до наших днів, хоча на зміну багатьом прийшли зимові та літні цикли російських хороводів та побутові пісенні акашка гур (на честь першого весняного свята, у день виїзду на поле) та вöсь гур, вöсь нерге гур (мелодія гостювання на честь календарного свята). Вони властиві в основному для південно-удмуртських родових об'єднань. Ритуальні гостьові та танцювальні пісні, об'єднані обрядом пöртмаськон (нарядження), який влаштовується після закінчення польових робіт, поширений у деяких центральних та північних районах Удмуртії. Найбільшу збереженість мають музикальні жанри родинно-побутових обрядів: весільні сюан крезь або гур (наспів родини жениха), бöрысь або ярашон гур (наспів родини нареченої), ныл бöрдытон крезь (мелодія проводів нареченої); похоронно-поминальні шайвыл або кöт куректон крезь (сумна мелодія, наспів, який виконується на цвинтарі), поминальний наспів йыр-пыд сётон гур (наспів обряду віддарювання перед вмерлими предками); рекрут гур або салдат голос (наспів обряду проводів у солдати).
У північних районах Удмуртії поширені пісні на приспівні слова без змісту. Тексти компонуються з вигуків э, ялэ, я, яй, дон або окремих словосполучень типу ох, шуисько но, ялам-а (ой, кажу, так, чи завжди); э, гинэ меда но (е, чи тільки так). У центральних районах помітна тенденція до виділення окремих словосполучень або речень для коментування подій. Обрядові мелодії південних удмуртів об'єднують цикли дворядкових строф, композиційна особливість яких — ритміко-синтаксичні, психологічні паралелізми. Відсутність стійких текстів, вільна варіація рядків або цілих строф, відбір специфічних виразних засобів (питально-відповідальна форма, варіаційний паралелізм, тавтологія, тирадність), які визначають розповідність стилю обрядових пісень, визначається традицією вільної імпровізації, властивих поезії усіх фіно-угорських народів.
Розповідний лад обрядових пісень став продовженням традиції необрядових імпровізацій, наприклад, промислових — ритмізованих наспівом розповідей про діяльність мисливця. До цього типу відносяться і бортницькі пісні. Але необрядові пісні часто не мали стійких текстів, виконувались без слів або на приспів слова, перемежовані окремими словами, реченнями за принципом співаю те, що бачу (подібність із саамськими та карельськими піснями-йойками, комі побутовими імпровізаціями, угорськими нуранкии). Драматичні ситуації в житті окремого колективу (смерть близької людини, від'їзд дівчини із родинного дому, проводи в солдати) сформували особливий жанр причитань та причитних пісень — келян гур. Спостерігаються різні рівні створення таких текстів — від наспівів на приспівні слова до сюжетних. Вони легко окремлюються з обряду та сприймаються в новій якості — ліричних пісень кузь гур, огшоры кырзан. На ліричну традицію в удмуртській пісні свій вплив здійснили російський фольклор та професійна поезія.
Особливу групу утворюють хороводні, ігрові та танцювальні пісні. Виокремллючись із обрядів, вони також набувають самостійності. Необрядовий розділ фольклору удмуртів представлений творами, які, залежно від ставлення до оповідача, можна віднести до неказкової або казкової прози. До першої групи відносяться — різноманітні перекази, билини, бувальщини; до другої — всі види казок (про тварин, чарівні та новели). Перекази першої групи майже не вміщують казкові вигадки — всьому, про що розповідалось, вірили. Перекази другої групи сприймались як небилиці, розповідались для забави, розваг. До необрядового фольклору відносяться також жанри, у яких слово має превалійовану повчальну функцію — прикмети, повчальні повірки і табу, приказки та прислів'я, афоризми, різні види словесних ігор.

## Мистецтво

#### Поезія

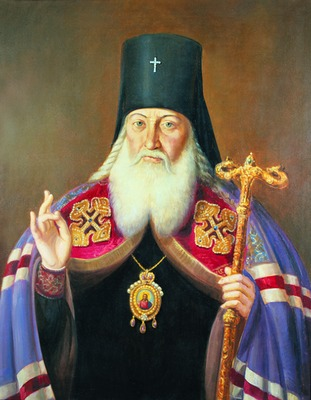
Веніамін (Пуцек-Григорович)

Першими спробами авторського віршування удмуртською мовою були привітання Катерині II на честь її відвідин Казані в 1767 році та при відкритті Казанського намісництва в 1778 році, які були виконані під керівництвом Веніаміна Пуцека. Їх переклали з готового російського тексту. Цей досвід був продовжений Миколою Бліновим у перекладі уривку пушкінської поеми «Цигани» (1867). У 1878 році був створений рукопис «Василий Александровлэн книшкаез» («Книжка Василя Олександрова») на прохання фінського вченого Торстера Амінофа під час його експедиції до удмуртів. У рукописі містяться тексти народної словесності. З 1880 року регулярно з'являлись записи творів усної народної поезії — Борис Гаврилов, Бернат Мункачі, Микола Первухін, Юрйо Віхман, Григорій Верещагін. Першими опублікованими творами, створеними в жанрах поезії на національній основі, були вірш Григорія Верещагіна «Чагыр, чагыр дыдыке…» («Сизий, сизий голубок…», 1889) та балада Михайла Можгіна «Беглой» («Втікач», 1910).
Після революції з'явились збірки віршів Максим Прокоп'єва («Максимлэн гожтэмез» — «Написане Максимом», Оса, 1918), Михайла Ільїна («Кылбуръёс» — «Вірші», Єлабуга, 1921), Кузебая Герда («Крезьчи» — «Гусляр», Іжкар, 1922), Ашальчи Окі («Сюрес дурын» — «Біля дороги», Москва, 1925). Злет ліричних переживань був пов'язаний з надіями, які народ покладав на революцію, та з темами сумніву, що викликали реальний хід подій. Ліричний герой розумів революцію як межу, що відокремлює темне минуле від світлого майбутнього. Але у вирішенні питання про те, як досягти цього майбутнього, думки поетів розходились. Одні сприймали життя в його важко вирішуваних протиріччях — Кузебай Герд, Ашальчи Окі, М. Кельдов, І. Курбатов, Михайло Ільїн; інші думали, що закони дійсності вже пізнані і шлях до щастя прокладений. В ідейно-естетичній боротьбі 1920—1930-х років верх здобула нормативна естетика, яка передбачала створення позитивного героя з революційними якостями. Вона породила описову, риторичну, декларативну поезію, яка домінувала до кінця 1950-х років. Але всупереч естетичним установкам у ці роки була створена громадянська, патріотична, інтимна, пейзажна лірика — Михайло Петров, Гнат Гаврилов, Пилип Кедров. У романтичних традиціях написані поеми «Сани» Гната Гаврилова, «Італмас» Михайла Петрова. У 1950—1970-ті роки під впливом процесів демократизації та критики сталінізму проходила руйнація усталених штампів, освоєння на новому рівні народних традицій, отримала розвиток психологічна та філософська лірика. Про історичний та художній досвід народу писав Флор Васильєв. Складається розгалужена жанрова система лірики — філософська елегія, послання, лірична мініатюра, віршований цикл, вірші-роздуми, пейзажні пісні тощо. Відроджувались сталі форми віршів — сонет, тріолет, рондель, терцин, з'являється вінок сонетів.
Поетичний епос був представлений баладами «Улон дун» («Ціна життя») Аркадія Клабукова, «Сирота нылпиос» («Сиротскі діти») І. Єремеєва, казками Григорія Верещагіна та Максима Прокоп'єва. У радянські часи розквітнув жанр поеми в різноманітних її модифікаціях — соціально-лірична («Чагыр чын» — «Блакитний дим», «Завод» Кузебая Герда), агітаційно-політична («Дас ар» — «Десять років» Кузебая Герда), героїчна («Осотовецъёс» — «Осотовці» Афанасія Лужанина, «Ольгалэн быремез» — «Гибель Ольги» Гната Гаврилова, «Кырзан улоз» — «Пісня не вмре» Михайла Петрова), фольклорно-епічна (поеми про батирів, втікачів), соціально-філософська («Солдатъёс ке кошко» — «Коли уходять солдати» Миколи Байтерякова), історично-революційна («Визыл» — «Стрижень» Петра Поздеєва). У 1980-ті роки з'являється роман у віршах «Ошмес син» — «Джерело» Федора Пукрокова. Творчість поетів, які виступали в 1970—1990-ті роки, осмислювалась як «жіноча лірика» (Тетяна Чернова, Людмила Кутянова, Галина Романова, Алла Кузнецова), міфологічна (Михайло Федотов, Р. Міннекузін, Віктор Шибанов), інтелектуально-культурологічна (Василь Ванюшев), натурально-філософська (Анатолій Леонтьєв) поезія. Класичні теми і жанри розвивали Анатолій Перевозчиков, Веніамін Івшин, Сергій Матвеєв та інші.

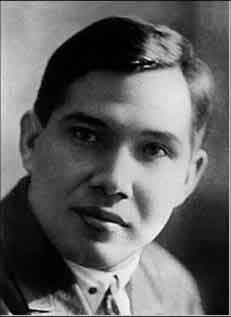
Кузебай Герд
Ашальчи Окі
Флор Васильєв
Микола Байтеряков
Михайло Федотов

#### Проза
Першими прозаїчними текстами удмуртською мовою були переклади Євангеліє від Матвія в 1823 і 1847 роках та пейзажні замальовки у вигляді перекладів в «Азбуці» Миколи Блінова 1867 року. Художніми розповідями, написаними російською мовою, були численні нариси Григорія Верещагіна «Вотяки Сосновського краю» (1884, 1886) та «Вотяки Сарапульського повіту В'ятської губернії» (1889), де вперше із уст представника корінної національності можна було дізнатись про побут удмуртів. У нарисах Верещагіна, як і у виданнях інших етнографів та фольклористів того часу, багато представлена удмуртська казкова та неказкова проза.
У першій чверті XX століття в удмуртській прозі отримала розвиток сентиментально-романтична повість на релігійно-життєві, історичні та біографічні теми — «Три роки диявола возив» Івана Міхеєва, 1906; «Дитя хворого століття» Кедра Мітрея, 1911; «Мати» («Матрона») Кузебая Герда, 1920; «Кузь нюк. Шактыр Беглой» («Довгий лог. Втікач Шактир») І. Соловйова, 1928. Розквіт цього жанру був пов'язаний із наростанням національно-визвольної боротьби та пробудження почуттів людської гідності, пізнанням самооцінки життя. У радянський час отримав розвиток жанр повісті та невеликого роману, де вирішувалась проблема формування людської особистості під впливом соціальних умов — «Пашка Педор» Івана Дядюкова (1925, 1939), «Катя» Пилипа Кедрова (1940), «Секыт зибет» («Важке іго») Кедра Мітрея (1929), «Вурысо бам» («Лице зі шрамом») Михайла Коновалова (1932). Петро Блінов у романі «Улэм потэ» («Жити хочеться») (1940) поставив проблему самовдосконалення особистості.
У 1920-ті роки народжується нарисова література, яка мала вплив на розповідь. Із розвитком соціалістичного реалізму література орієнтувалась на освоєння великомасштабних жанрів — роману та циклу романів (дилогії, трилогії, тетралогії) — «Лöзя бесмен» («Лозинське поле») Григорія Медведєва, 1930—1936; «Лудзи шур дурын» («Біля річки Лудзінки») Трохима Архипова, 1945—1958; «Шудбур понна» («В ім'я щастя») Михайла Ляміна, 1950—1961; «Дыдыкъёс бус пöлы уг йыромо» («Голуби із шляху не збиваються») Семена Самсонова, 1961—1981; «Йыбыртты музъемлы» («Вклонися землі») Генріха Перевощикова, 1978—1986; «Вордиськем палъёсын» («У рідних краях») Гната Гаврилова, 1941—1961. У 1920—1950-х роках публікувались історичні романи «Секыт зибет» («Важке іго») Кедра Мітрея, 1929; «Гаян» Михайла Коновалова, 1936; «Вуж Мултан» («Старий Мултан») Михайла Петрова, 1954, у яких поставлені проблеми національного пробудження удмуртів та назрівання революційних настроїв. Разом із тим у романах знайшли відображення надмірно соціологізовані погляди авторів на історію.
У 1950—1980-х роках, в основному завдяки творчості Г. Красильникова, відбувався поворот до людських взаємовідносин, відтворюлись національні характери. Досягла художньої досконалості розповідь — «Куиньмой чоже» («Очікування»), «Кошкисез мед кошкоз» («Той, що йде, нехай йде» Геннадія Красильникова, «Витетиез комната» («П'ята кімната»), «Чырс аръян» («Кислий ар'ян») Романа Валішина, «Дор» («Джерело») Петра Чернова. Жанрова система прози збагатилась повістями з детективними та пригодницькими сюжетами — «Тугаськем бугор» («Нічний дзвінок»), «Вужер» («Тінь»), «Выжыкыл öвöл та» («Це не казка») Семена Самсонова. На перший план виходять повісті та романи з повчальною проблематикою — «Öтьымтэ куно» («Незваний гість»), «Казак воргорон» («Вільний козак»), «Сизьылысен тулысозь» («Від весни до осені») Петра Чернова, «Кырзамтэ кырзан» («Неспівана пісня») Григорія Данилова.
У 1980—1990-х роках створюється белетристична література, яка відображала різні сторони національного життя — повісті Кирила Ломагіна, Н. Куликова, Н. Білоногова, Семена Шихарева, романи Євгенія Самсонова, Олександра Волкова, Трохима Архипова, Семена Самсонова, документально-художня проза Леоніда Ємельянова, К. Куликова, Германа Ходирєва, Віктора Широбокова. У жанрах ліричних сповідань, кримінальної повісті, «повісті про дитинство» вели творчий пошук В'ячеслав Сергеєв, Олег Четкарьов, П. Куликов. Традиції В. Шукшина в замальовках сільських типів освоював Никвлад Самсонов.

Трохим Архипов
Кедра Мітрей
Семен Самсонов
Гнат Гаврилов
Геннадій Красильников

#### Драматургія
Перші п'єси, створені в кінці XIX століття, носили повчально-дидактичний та агітаційно-просвітницький характер — «Той, що похмеляється», «Ловелас» Григорія Верещагіна, «Эн лушка» («Не кради») Івана Міхеєва, «Люгыт сюрес вылэ» («На світлу дорогу») Кузебая Герда, «Удмурт сюан» («Удмуртське весілля») Данила Майорова. У 1920-ті роки в їхньому дусі з'явилось близько 30 п'єс Марії Баженової, Є. Єфремова, О. Жомбо, Олександра Сугатова, Костянтина Яковлєва, Михайла Тимашева. До рівня удмуртського читача адаптувались переклади п'єс Олександра Островського, Льва Толстого та інших. Своєрідну романтичну лінію представляв Кедра Мітрей п'єсами «Эш Тэрек», «Идна батыр», «Калгись» («Подорожуючий»), «Обокат» («Адвокат»). У жанрі водевілю написана п'єса «Іванов» Михайла Тимашева. З реалістичними драмами виступили П. Соклов («Бугыръяськисьёс» — «Бунтуючі») та Михайло Петров («Батрак»).

Степан Широбоков

Новий етап у розвитку драматургії настав із відкриттям Удмуртського драматичного театру в 1931 році. Його репертуар складався з п'єс, створених на злободенні теми, сюжети яких були тісно пов'язані з національною історією, звичаями та обрядами. Багато вистав створювались у ході виконання соціального замовлення і тому з'явились п'єси про долі жінок («Аннок», 1944, «Груня Тарасова», 1937, Гната Гаврилова), про проблеми інтелігенції («Чагыр синъёс» — «Блакитні очі» Гната Гаврилова, 1936), про героїв Громадянської війни («Азін» Гната Гаврилова, 1938). У драмах на сучасні теми розроблялись класові конфлікти, пов'язані з колективізацією, з'являлись живі характери, хоча не була взята схематичність розв'язок, яку мають п'єси-агітки 1920-х років. Найбільш життєздатною видалась драматургія, пов'язана з етнографічно-фольклорною та історичною основою («Кезьыт ошмес» — «Холодний ключ», 1936, «Камит Усманов» Гната Гаврилова, 1945, «Тыло вöсь» — «Вогняне моління» Василя Садовникова, 1938; «Зибет зурка» — «Іго здригується» Михайла Петрова, 1936).
Пізніше створювався театр, який ґрунтується на традиціях народної драми. Ця лінія стала продуктивною, і в наступні роки народжувались п'єси, які мали у глядача особливий успіх («Сюан» — «Весілля» Василя Садовникова, 1946; «Жингрес сизьыл» — «Дзвінка осінь» Гната Гаврилова, 1968). У післявоєнні роки найбільшу популярність мали водевіль Василя Садовникова «Меч яр дурын» («На крутому березі», 1953), лірична комедія Василя Садовникова та Михайла Троніна «Тулкымъяське лыз зарезь» («Хвилюється синє море», 1952), п'єса-казка Василя Садовникова «Пöртмаськись туш» («Чарівна борода», 1949), ліричні комедії Степана Широбокова «Яратон ке öвöл» («Коли нема кохання», 1961), «Ой ти, чебер нылъёс» («Ой ви, дівчата-красуні», 1972). Пройшовши шлях від драми ситуації до драми характерів, звільняючись від ідеологічного диктату та тематичної заданості, удмуртська драма з 1960-х років освоювала сучасність, вбираючи в себе складні та заплутані конфлікти, пропонуючи неординарні психологічні рішення та підходи до глибоких соціально-філософських узагальнень — п'єси Єгора Загребіна «Асьмелэн со одиг» («Наша єдина», 1980), Анатолія Григор'єва «Лысву
сямен уг тöл¢ы синкыли» («Сльоза не спадає як роса», 1985). На новому рівні розроблялась й історична тематика — (П. Захаров «Эбга», 1996; Егор Загребін «Эш Тэрек», 1997).

#### Сатира
Удмуртська сатира складалась у формі притч та байок, написаних у прозі із запозиченими у російській літературі сюжетами (Іван Міхеєв), повчальних розповідей, створеними на основі народних байок, — мадёс (Григорій Верещагін), соціальних віршів (Гаврило Прокоп'єв), маленьких одноактних п'єс, пов'язаними з діалогами та анекдотами (Ашальчи Окі, Айво Іві). У 1920-ті роки широке поширення набули частівки — такмаки (Айво Іві), легкі перекази — капчи кылбуръёс (Петро Усков, Олександр Ерік, Езель Мачи), фейлетони та пелеєтони (Аркадій Клабуков), дружні шаржі та епіграми (Михайло Коновалов, І. Курбатов), віршовані памфлети (Кузебай Герд), сатиричні розповіді (Костянтин Яковлев), комедії та водевілі (Михайло Тимашев). Сатира проникла і в реалістичні жанри літератури; у великих розповідних жанрах створюються комедійні типи дідів-балагурів та гострословів (Кузьпінь Ванюрка, Омель, Кімі, Чупирги Вася, Габі Ладьок), з'являються цикли розповідей про героя із соціальною маскою (розповіді Аркадія Клабукова про Локан Петира).
У 1930—1950-ті роки в жанрах віршованих памфлетів (Андрій Бутолін), байок (Афанасій Лужанин), памфлетів-казок (Віктор Широбоков), фейлетонів у віршах (Михайло Петров) висміювалися різні соціальні типи. Розвиток удмуртської сатири в 1960—1990-х роках був пов'язаний з організацією смуги «Шöкыч» («Шершень») на сторінках республіканської газети «Радянська Удмуртія», з відкриттям журналу «Инвожо», з виданням збірок творів молодих авторів. З'явились нові різновиди жанрів — віршовані поеми (Анатолій Уваров), короткі розповіді (Анатолій Ушаков, Анатолій Григор'єв), гумористичні словники (Ф. Суворов) та афористичні діалоги (Кирило Ломагін).

#### Дитяча література
«Колискові пісні» Григорія Верещагіна, а також переклади удмуртською мовою розповідей Костянтина Ушинського та Льва Толстого на межі XIX—XX століть склали перші сторінки удмуртської дитячої літератури. Вона носила релігійно-просвітницький, повчально-дидактичний, агітаційно-політичний, науково-популяризаторський характер, відчувала вплив російської літератури — релігійно-життєві повісті «Пичи Петыр» («Маленький Петро») Івана Яковлєва, «Володя» Костянтина Яковлєва, «Пересь Катьырна» («Стара Катерина») Кузебая Герда, повчальна притча «Тараканъёс» («Таргани») Аркадія Клабукова, плакатно-схематичні твори (п'єси Данила Майорова, розповіді Івана Дядюкова та Михайла Коновалова) та наукові нариси (розповіді Михайла Прокоп'єва).

Володимир Романов

На 1920—1950-ті роки припав розквіт літератури для дітей дошкільного та молодшого шкільного віку, яка розкривала теми праці, подвигів та дружби народів (вірші та поеми Кузебая Герда, Пилипа Александрова, Тимофія Шмакова, Аркадія Клабукова, п'єси Гната Гаврилова, Василя Садовникова, розповіді Віктора Широбокова, Григорія Сімакова). У роки Другої світової війни та після неї Михайло Петров створив цикл військових розповідей, видав у 1975 році в перекладі на російську мову книгу «П'ятеро безстрашних». Дитячий поетичний епос для молодшого шкільного віку був представлений поемою Аркадія Клабукова «Тютю Макси» («Гусята та Максі», 1935), казкою Афанасія Лужанина «Тырмостэм кион» («Ненаситний вовк», 1945), розповіддю Василя Гаврилова «Зарни бугоръёс» («Золоті клубочки», 1945).
У 1960—1990-х роках в удмуртській дитячій літературі з'явились повісті з пригодницькими сюжетами на історично-революційні теми — «Сюрес усьтиське мынисьлы» («Дорогу осилить той, хто йде») Анатолія Леонтьєва, 1995; «Кам вадьсын гудыръя» («Над Камою гримить гроза») Семена Самсонова, 1969; теми вірності батьківським заповідям та вічним людським цінностям — «Можай тыпы» («Можайский дуб») Аркадія Клабукова, 1982; підростанню підлітків — «Дитинство Матвія Гондирєва» Петра Чернова, 1980. Світ раннього дитинства з його поетичними виставами, очікуваннями та дивами знайшов відображення також у творах Германа Ходирева, Володимира Романова, І. Іванова, Веніаміна Івшина, Вл. Михайлова, В. Кириллова. Дитяча драматургія представлена п'єсами Аркадія Клабукова, Лазаря Перевощикова, Гната Гаврилова та Івана Данилова.

### Архітектура

#### До XVIII століття
До кінця 1-го тисячоліття на території Удмуртії зародились прообрази традиційних форм народної архітектури (куа, корка, кеноси). Їх вирізняло виразність об'ємів, раціональність планування, сміливе використання природних вигинів дерева, органічне поєднання з природою. Планування удмуртського поселення кар (гніздо) було гніздовим, вільним, без яскраво виражених ритмів. Пізніше народна архітектура ускладнювалась у композиційному та декоративному відношеннях. Особливо активно з середини XVI століття з'являлись перші російські села і удмурти переймали нові будівельні, планувальні та орнаментальні рішення.
В останні століття ансамбль селянської садиби досяг композиційної досконалості. Будинок (корка) та зерносховище (кенос) обмежували двір із двох боків. Глухий торець кеноса був обернений на вулицю, надаючи ансамблю своєрідний фортечний характер. Кенос почали будувати двоповерховим, а іноді багаточастинним і довгим. Внутрішній простір трансформували за допомогою запинал, використовуючи як літню спальню. Оригінальністю архітектурних рішень відрізнялись родові молитовні быдзым куа, які будувались серед священних гаїв. Використовувались також і безцвяшні конструкції. Приблизно 1550 року в селі Кримська Слудка була зведена перша в Удмуртії парафіяльна церква — дерев'яна, шатрова, на честь Архангела Михаїла. Культове зодчество, високе та досконале, впливало і на інші види архітектури.

#### XVIII століття
Російська колонізація Прикам'я обумовила інтенсивність та різноманітність будівельних робіт. Влітку 1707 року в Сарапулі була зведена перша дерев'яна фортеця з церквами (її зображення міститься на гербі міста). Подібна в архітектурному відношення, але менша фортеця, була в селі Каракуліно. Вони відносились до Прикамської смуги укріплень і створювались у традиціях древньо-російського зодчества. Всі будівельні роботи довгий час велись без проектів — за згадками про вказані макети, закріплені письмово або малюнками. Креслення вперше згадується при будівництві дерев'яної церкви в селі Єлово в 1741 році. Це перша в Удмуртії церква в селі. Одночасно з християнізацією повсюди впроваджувалось прогресивне вуличне планування сіл, що вело до формування навколо церков ансамблів майданів, а також орієнтації магістралей на вертикалі храмів. На початку XIX століття закріпились типи зрубних брам. Удмуртські та російські селяни досягли високої майстерності при будівництві вітряків та водяних млинів. Із середини XIX століття в народній архітектурі все частіше почали використовувати пропилене різьблення та фігурну обшивку. У зв'язку з використанням креслень та появою спеціалістів, постійно зайнятих проектуванням, зароджується професійна архітектура.
Традицій кам'яного будівництва в лісовій Удмуртії не було ані в удмуртів, ані у росіян. Таке будівництво стимулювала лише подальша християнізація, і йшло воно в рамках вятського бароко. Одна з перших кам'яних будівель — Преображенська церква в селі Мазунино, збудована в 1743 році. З 1780-х років більшість будівель для Удмуртії проектував Філімон Росляков. На початку XIX століття окремі кам'яні житлові та промислові будівлі стали з'являтись і в містах. Пізніше дерев'яні церкви все частіше замінювались кам'яними на тих же місцях. До середини XIX століття виникли ансамблі кам'яної житлової забудови в центрі Сарапула. У всіх містах та деяких селах почали діяти цегляні заводи.

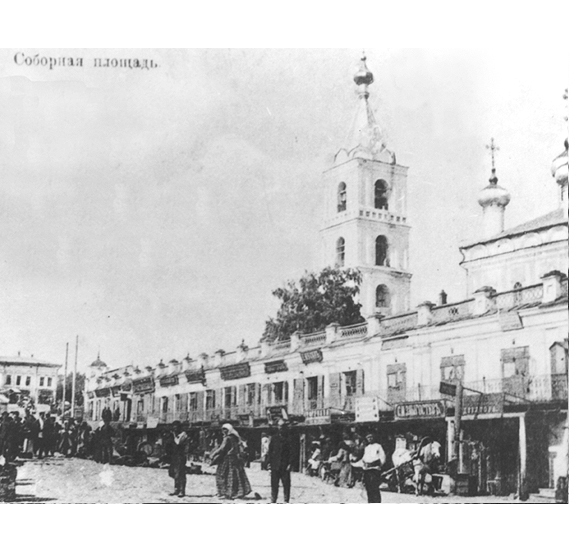
Соборна площа перед Вознесенський собором у
місті Сарапул (фото 1910 року)

Першим та основним фактором забудови міст стало промислове освоєння краю. З кінця 1750-х років тут затверджується містобудівний тип уральського міста-заводу. Деякі з них (Воткінськ та Іжевськ) стали культурно-економічними центрами краю. Їх обов'язкові містобудівні елементи — гребля, передзаводський майдан із собором та конторою, генеральський дім, шпиталь. За іншим типом формувались повітові центри, які отримали права міста — Сарапул розвивався як місто-фортеця, а пізніше як торгове, відкрите до річки своїми головними торговими площами, місто; Глазов, спланований за типом ідеального міста епохи Просвіти, в основі плану якого зображення божественного ока (воно увійшло і в герб міста).
Поряд із приїжджими з Вятки та Петербурга зодчими (Ф. М. Росляков, Іван Лем), на території Удмуртії в XVIII століття працювали також і місцеві будівничі (П. Волков, Я. Ромадин, А. С. Москвин). Діяла і в'ятська династія майстрів кам'яної справи Горинцевих. Найбільші архітектори дореволюційної Удмуртії — Семен Дудін та Василь Петенкін, представники прикамської гілки школи А. Д. Захарова, архітектурні та містобудівні ідеї яких розвивались у рішеннях заводських корпусів, соборів, майданів.

#### XIX століття

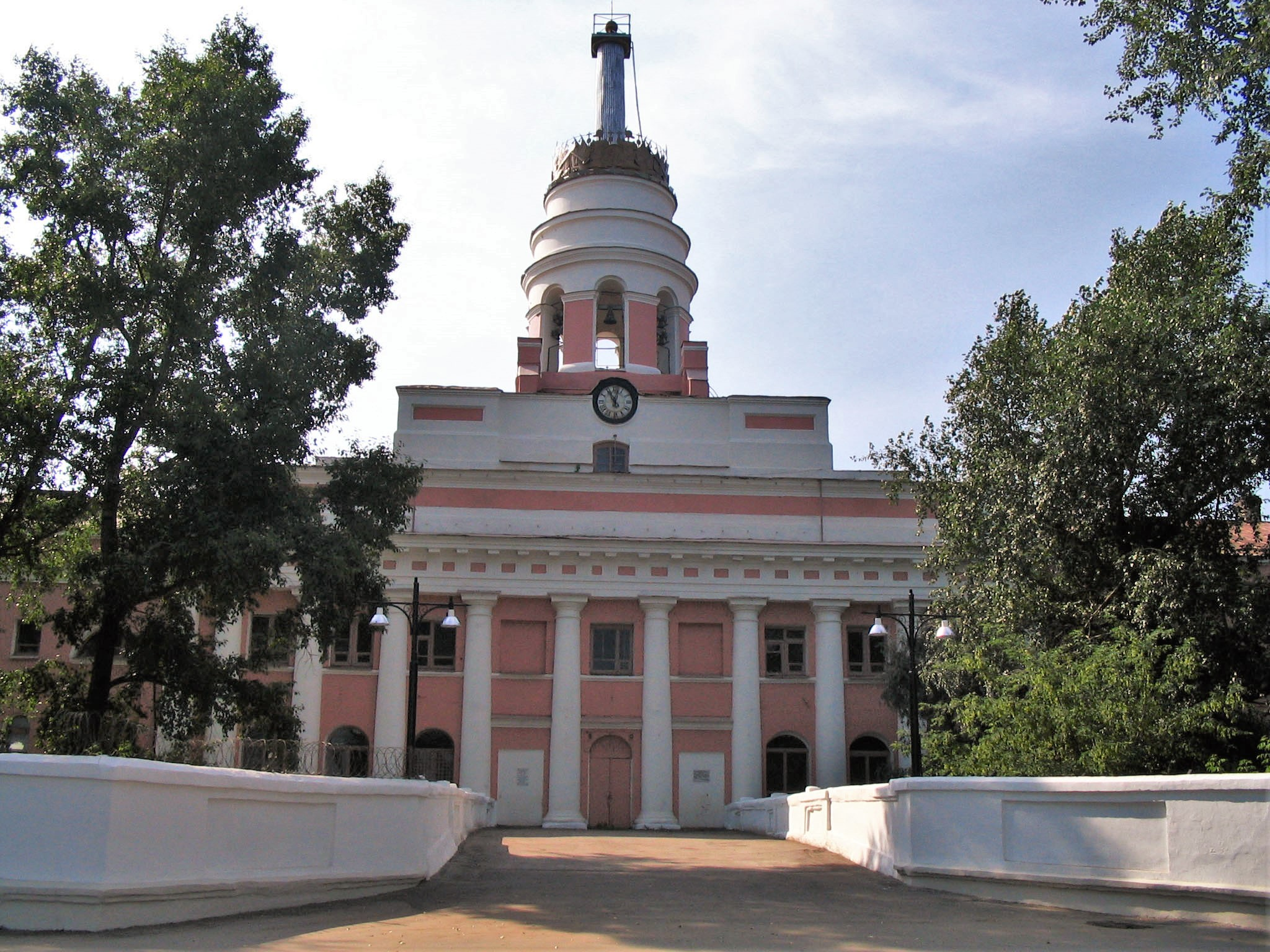
Головний корпус ІМЗ у місті Іжевськ (1815)

У першій половині XIX століття в Удмуртії почали працювати й інші випускники художніх академій. Найкращі витвори архітектури уральського класицизму були створені в Іжевську. Це головний корпус зброярського заводу — найбільша на той час у Росії виробнича та перша багатоповерхова будівля, яка відрізнялась також новаторською організацією технологічного циклу по вертикалі (1808—1815 роки, з подальшими перебудовами, архітектор Семен Дудін, інженер Андрій Дерябін). Оригінально та вдало сплановано П-подібний Арсенал з прийомним корпусом (1803—1827 роки, архітектор С. Є. Дудін, за участі А. Д. Захарова). У Воткінську — це головний корпус залізоробного заводу, трьохосьовий баштовий ансамбль у формах російського класицизму (1828—1832 роки, архітектор Василь Петенкін). У 1840 році поряд із ним на греблі був відкритий перший в Удмуртії монумент — «Пам'ятник-якір» з декоративною огорожею (архітектори В. Н. Петенкін та В. І. Романов). У містах-заводах у першій половині XIX століття широко використовували індивідуальні проекти будинків майстрових та чиновників — А. Д. Брикін, А. П. Бєлянінов, К. І. Вагнер, С. О. Дудін, В. Н. Петенкін. Житлове середовище набувало стильової єдності, мотиви класицизму широко переходили в народну архітектуру.

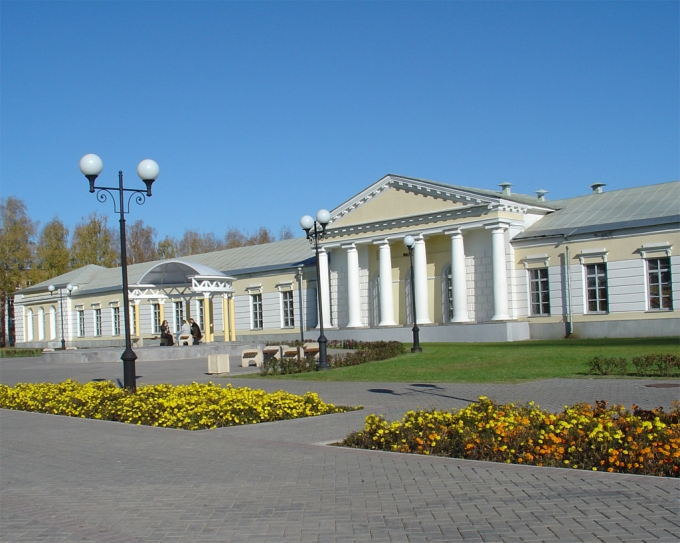
Іжевський арсенал (1827)

Культові будівлі в цей період частіше за все проектувались заводськими архітекторами в стилі уральського класицизму, але з деякими рецидивами в'ятського бароко. Саме храми були найважливішими, а частіше за все і єдиними, витворами архітекторів у селах Удмуртії — Мостове, Нечкино, Можга, Чутир, Сада, Виїзд, Старий Мултан. Особливими були храми С. О. Дудіна в селах Данилово, Мазунино, Вавож. Ці храми часто розширювались, отримуючи дзвіниці та інші добудови, але завжди залишаючись композиційним центром села. Дерев'яні храми по мірі руху християнізації замінювались на кам'яні. Але це вже були нові стилі — візантійський та російський. Російський стиль розвинув І. А. Чарушин у проекті Михайловського собору в Іжевську (1896). Цей стиль у кінці XIX — на початку XX століть намітився також у храмах сіл Сосновка, Василівське, Удугучин, Сюрсовай, Сям-Можга, Ігра, Перевозне та інші.

#### XX століття
На початку XX століття в забудову Удмуртії стали включати будови модерну, неокласицизму, необароко та неовізантійського стилю. Все це утворило еклектичні та живописні ансамблі, найбільш представлені в місті Сарапул. Впроваджувались нові типи промислових та громадських будівель, які відповідали зростаючим економічним та соціальним потребам капіталістичної епохи — банки, клуби, гімназії, міські думи, корпуси для парових машин, мартенівські цехи, народні будинки. Були засвоєні прогресивні металоконструкції, які принципово змінювали вигляд новобудов. У той же час забувались традиції гармонійного формування середовища, характерні для класицизму. Порушувались і екологічні вимоги. Народна дерев'яна архітектура в дореволюційний час зазнала підйому. Довгі кеноси прикрашались ажурними галереями, удосконалювались млини, селянські садиби складались із багатьох частин. Склався і тип заміських дач. Різьблення на будинку відрізняла орнаментальна щедрість та технічна різноманітність, особливо на півдні Удмуртії.
У перші роки радянської влади поступовий розвиток архітектури пригальмувався. Будувались лише бараки, добудовувались та перебудовувались старі будівлі. Але йшла і наробка перспективних ідей (Григорій Сенатов в Іжевську розробив проект будинку-саду з Палацом робітників у 1920 році), визначались нові типи будівель. Небагато капітальних об'єктів 1920-х років (школи, цехи) створювались у дусі неокласицизму та модерну. У зв'язку з процесами розкуркулення та атеїзації поступово змінювався вигляд сіл — зникли кеноси, млини, куали, дзвіниці. Майже всі храми були розкрадені, змінені або повністю знищені. Цей процес був активним у 1937—1960 роках. У результаті Удмуртія втратила найяскравіші композиційні вузли. Вони так і не були потім доповнені рівноцінними витворами радянської архітектури. А в селах після знищення храмів практично нічого більше не будувалось. У першу п'ятирічку повсюди в Удмуртії затвердився кутовий аскетичний стиль конструктивізму — П. В. Арцимович, О. Н. Богданова, Т. Е. Герстфельд, Г. А. Гусєв, К. Я. Захаров, З. Н. Миронова. Він мав певні досягнення в Іжевську, особливо в промисловій архітектурі. Впроваджувались великі засклення, удосконалювались комунікації, вперше стали створюватись великі містобудівні проекти.

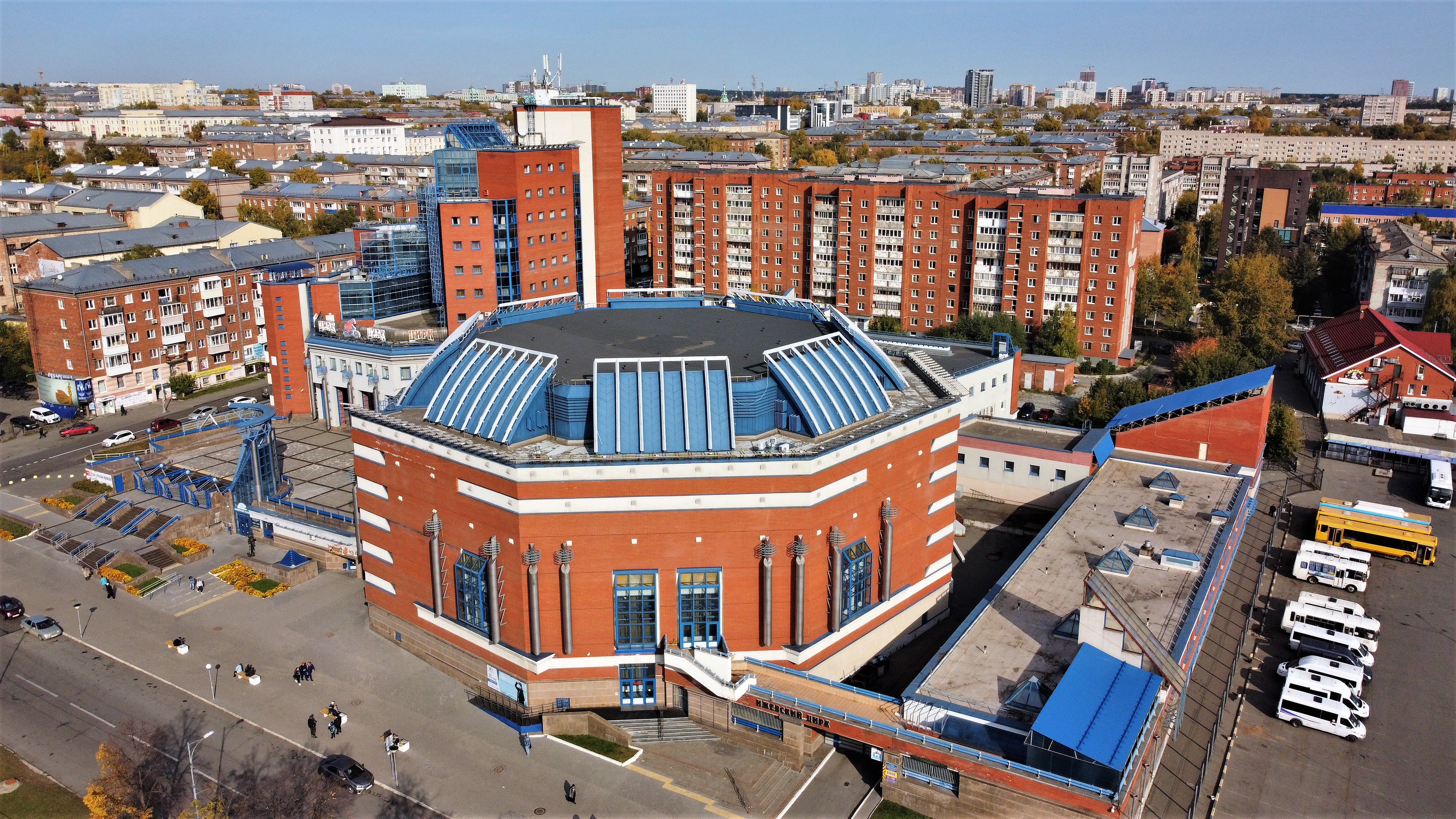
Іжевський цирк (1943)

Поступово класичні тенденції на середину 1930-х років витіснили конструктивістські форми. Провідними архітекторами стали Г. Ф. Грінгоф, М. В. Пікулєв, Петро Попов, Л. П. Шкляєв, А. Л. Цигліс, І. П. Янченко. Повсюди будувались невеликі будинки культури, школи, адміністративні та жилі будівлі. Корегувались генеральні плани забудови міст та багатьох районних центрів. У роки Другої світової війни архітектура не мала умов для розвитку. Будувались лише бараки, іноді глинобитні, цехи з дерев'яними конструкціями. Але в 1943 році в Іжевську був створений Іжевський цирк (архітектор Петро Попов). У післявоєнні роки сформувалось місцеве відділення Спілки архітекторів СРСР (1948). Дедалі більше розвивався класицизм, провідними майстрами стали В. І. Антощук, І. Т. Кім, Василь Масевич, Ніна Нелюбіна, В. П. Орлов, Борис Чичкін. Подвійного значення мала забудова з 1959 років міст великопанельними будинками, впровадження «вільного» планування. Розв'язувалася житлова проблема, але якість стрімко падала по мірі зростання «монотонних мікрорайонів». Тим не менш у цих умовах нове покоління архітекторів, в основному свердловської школи, намагались продовжити творчий пошук. Виділяються забудови та проекти А. Є. Дубровицького, Дмитра Калабіна, Ігора Керсантинова, В. Ф. Козлова, Н. П. Мітрошина, Анвора Міфтахова, Геннадія Пономарьова. Розвиваючи традиції уральської школи, в області промислового будівництва працювали А. І. Антипова, А. Н. Громов, А. І. Карижський, Ю. Н. Толмачев.
У 1960—1980-ті роки розроблені та скореговані генеральні плани всіх міст (переважно в рамках ленінградської школи — Григорій Александров, Ілля Майзель) та багатьох сіл. Враховувались сучасні вимоги, впроваджувались нові типи будівель. Особливо виразна забудова Глазова (Ю. Т. Рассадкін та інші). Там з'явились перші в Удмуртії дев'ятиповерхові цегляні будинки. Високі оцінки отримав ансамбль центра Іжевська — еспланади. Його здійснили в 1978—1985 роках архітектори Петро Берш, Дмитро Калабін, Ніна Нелюбіна, В. П. Орлов, які отримали державну премію Удмуртської АРСР в 1985 році, на основі ідеї Семена Дудіна (еспланада від Палацу Андрія Дерябіна до ставу, 1809) та генерального плану Григорія Александрова (1963). Одночасно формувались ансамблі набережних Іжевського та Воткінського ставів архітекторами В. П. Орловим, Дмитро Калабін та іншими.
Але в цілому по Удмуртії через перенасиченість промисловими забудовами загострились екологічні проблеми, а все урбанізоване середовище стало невиразним і нехудожнім. У цих умовах загострилась і проблема архітектурного обличчя Сарапула. Навіть після віднесення його до списку історичних міст Росії, він катастрофічно втрачав своєрідність через нехудожні сучасні забудови. Науково обумовлена реставрація архітектурних пам'яток була дуже рідкісним явищем та невисока за рівнем виконання. Відносно вдалою була проведена реставрація садиби Чайковських у Воткінську (1990) та Олександро-Невського собору в Іжевську (1996), грубіші помилки були при реставрації Іжевського арсеналу (1996). У 1990-х роках велику роль починають відігравати не лише проектні інститути, але й приватні архітектурні майстерні. Сучасні архітектори шукають натхнення в традиціях уральського класицизму або удмуртської народної архітектури. З'явились будівлі в стилі постмодернізму — Національний банк Удмуртії в Іжевську (архітектор Володимир Шевкунов, 1998).

### Образотворче мистецтво

#### До XIX століття
Народне мистецтво Удмуртії представлене в основному двома рівнозначними напрямками — удмуртським та російським. Їхній розвиток відбувався паралельно, індивідуальними шляхами, але взаємно переплітаючись по мірі розвитку суспільства. Перша гілка має в Удмуртії найдревніші корені та представлена ткацтвом, вишивкою, в'язанням, художньою обробкою деревини; в удмуртів — це виключно селяни. Друга, значно менш вивчена гілка, — мистецтво росіян, у тому числі народне робітниче мистецтво. Будучи пов'язаним із загальнов'ятською традицією та уральською гірничозаводською культурою, російське народне мистецтво розвивалось у повітових містах, містах-заводах та великих селах Удмуртії. Окрім всіх тих видів, що вже були відомі удмуртським селянам, а це живопис, художнє литво та гравіювання на металі, скульптурна різьба, художнє виробництво скла, мереживне плетіння, певного розвитку отримало в Удмуртії і татарське народне мистецтво.
Народне мистецтво удмуртів відрізняється тонким розумінням композиційної цілісності та кольорової гармонії, досконалим відчуттям краси матеріалу та доцільності форми виробу, любові до геометричних орнаментів. Вони часто мають значення оберегів, виходячи від зарубок на дереві та мотивів праудмуртського пермського звіриного стилю. Кольорова гама аскетична, у давнину частіше чорно-біло-червона, що походить від квіток дерев — об'єктів поклоніння (ялина, береза, сосна). До XIX століття збереглись металеві та дерев'яні різьблені вироби, а також примітивні зображення (ляльки) богів з рогами, бородами з трав тощо. Особливою художньою виразністю вирізняються тканини та костюмні комплекти удмуртів, що вичерпно вивчені етнографами та мистецтвознавцями.
Усе мистецтво Удмуртії до XVIII століття було пов'язане з творчістю народних майстрів. Лише поширення християнства та індустріальне освоєння краю, яке рухалось слідом, обумовили виникнення місцевих професіональних художників. В Удмуртії не було традиції живопису, але необхідність прикрашення нових храмів викликала формування кадрів майстрів іконопису. Їхню поступову професіоналізацію полегшувало суворе дотримання православних канонів та прорисів. Потребами християнського культу викликана також поява художнього литва (дзвони, культові посудини, капітелі, оклади, хрести, огорожі) та багатого шиття (одяг ієреїв, покрови, пелени). Все це позначалося і на удмуртському народному мистецтві. В умовах змішаного розселення взаємовплив у художній сфері був неминучим. Для мистецтва Удмуртії, яке створювалось народними професійними майстрами, більше значення мало також і впровадження ордерних форм, яке почалось у XVIII столітті, що так чи інакше придавало мистецтву ансамблеву єдність.

#### XIX століття

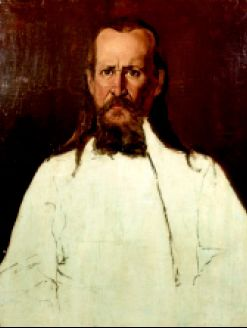
«Портрет ігумена», Африкан Беркутов, 1873

Розквіт самобутньої художньої культури міст-заводів припав на першу половину XIX століття, коли там працювали 18 архітекторів та художників, випускників петербурзьких художніх академій, а також в'ятські, пермські майстри та іноземні художники. Завдяки цьому у мистецтві утвердились наступні види та жанри — парадний живописний портрет, багатоярусний різьблений іконостас, поліхромна скульптура, індустріальний дизайн, пейзаж. У графіці, живописі, монументальному та декоративно-прикладному мистецтві отримали розвиток героїчні та тріумфальні мотиви, обумовлені перемогою у Франко-російській війні 1812 року. Систематичне навчання малюванню вперше в Удмуртії почалось у гірничій школі міста Воткінська, де викладали випускники петербурзьких художніх академій В. А. Вальков, Яків Дудін, Ф. Ф. Чернявський, П. І. Федоров та В. Т. Винокуров. Заводські архітектори Семен Дудін та Василь Петенкін, а також кресляр П. С. Трубенков працювали в жанрі графічного пейзажу. В області протодизайну працювали С. О. Дудін, Д. Карр, В. Н. Петенкін, у декоративно-прикладному та монументальному мистецтві — В. Гольденфаг, І. Калмер, Г. та М. Пономарьови, К. А. Пост та В. І. Романов. Із середини XIX століття роль художнього центра поступово переходить до Сарапулу, де працювали іконописні майстерні, у тому числі і при монастирях, та професійні живописці Африкан Беркутов, В. П. та Порфирій Беркутові. Особливо велике значення мала картина А. П. Беркутова «Вотяк та вотячка з гуслями в своїй хаті на дозвіллі» (1892). В Іжевську живописом займався І. Н. Сітников, у Глазовському повіті — У. Свиньїн, А. Н., В. Н. та С. Н. Чистосердови.
Організація перших друкарень (у Сарапулі в 1866 році, у Глазові — 1867, в Іжевську — 1875), видання перших книг та іншої продукції стимулювали становлення книжкової та друкарської графіки (В. І. Порфир'єв). Помітні досягнення в скульптурі та монументальному мистецтві — П. П. Кісельов, Ф. А. Корольов, І. Т. Коковихін, І. Н. Сітников. Перші аматорські вистави в Іжевську та Сарапулі викликали підйом театрального живопису. Деяке значення мала творча робота на території Удмуртії І. І. Шишкіна, Н. А. Ярошенка, А. А. та П. А. Сведомських. У 1880-ті роках бере початок воткінське художнє литво, створюється Іжевська школа художньої обробки металу (Леонід Серєбров). Були засновані артілі ремісників. Вивчення та пропаганду російського та удмуртського мистецтв почало вести земства, у тому числі через В'ятський губернський комітет із дослідження та покращення ремісничої промисловості. Були організовані столярні, ткацькі, мереживні курси, класи, майстерні. Народні майстри почали показувати свої роботи на повітових, губернських та всеросійських промислових та художніх виставках. Удмуртське ткацтво та вишивка набули поліхромності. Освоювались нові орнаменти, матеріали, техніки, інструменти (анілінові фарби, самопрядки, прориси). У Можзі з кінця XIX століття сформувалась Можгинська школа художнього виробництва скла.

#### Перша половина XX століття
У передреволюційні роки збільшилась кількість професійних живописців — Н. Л. Андронов, А. В. Биков, Г. А. Гришин, Я. Г. Лукін, А. А. Першаков, В. А. Потеряєв, В. А. Рогачов та Є. М. Чудинов. Для координації творчості художників мала значення організація в 1909 року В'ятського художнього гуртка. Удосконалювалось графічне мистецтво — Я. Васильєв, Єрмолов. У роки Громадянської війни особливий підйом отримала агітаційна графіка: Варфоломеєв, С. П. Ковальов. М. Г. Ременников. Уперше в історії Удмуртії виконувались розписи не культового, а політичного змісту — у клубах комуністів та III Інтернаціоналу в Іжевську. У графіці та монументальному мистецтві затвердилась нова символіка, особлива експресія та узагальненість, близькі авангардистським напрямкам радянського революційного мистецтва. Творчий злет отримало театрально-декоративне мистецтво. Першотравневі свята 1921 року вперше були проведені в Іжевську в театралізованій карнавальній формі за участі 2000 акторів. Маски, лозунги, плакати, значки, макети створили учні художньої школи Пролеткульта під керівництвом С. П. Ковальова (загальна сценографія А. Ф. Козочкина та Ф. Ф. Версальського). Впливу на розвиток сценографії в Удмуртії надала книга В. С. Смишляєва «Теорія обробки сценічного видовища» (Іжевськ, 1920).
Виникли художні школи та ізостудії в містах Сарапулі (1918, керівник — М. Г. Ременников), Іжевську (1919, при Пролетаркульті), Воткінську (1919, при червоноармійському клубі), Глазові (1920, при червоноармійському клубі, керівники — Чистосердови). 1921 року в Глазові створені обласні художньо-виробничі майстерні, при яких вперше намагались об'єднатись художники регіону. З 1923 року велику роль відігравала художня студія Центрального клубу металістів в Іжевську (керівник — М. І. Коркін, Микола Косолапов, Ілля Ходирєв). Розвивались живописний портрет (М. В. Балагушин) та сюжетно-тематична картина (П. Н. Герасимов, М. О. Косолапов). Однак найбільшого розвитку в 1920-ті роки набув пейзаж — С. В. Кадишников, П. М. Квятковський, Д. Ф. Ладейщиков, К. Є. Максимов. У зв'язку з будівництвом спеціалізованих залів змогли висунути нові принципи вирішення сценічного простору художники театру (Авдеєв, С. В. Александров, Георгій Векшин, Н. Н. Гулевич, А. А. Камський, І. П. Котовщиков, В. М. Назаренко, Ю. Пікалов, Н. Г. Попов, К. І. Тархов). Високий рівень відмічав станкову та особливо журнально-газетну графіку — С. П. Ковальов, М. І. Коркін, М. Нельзин, А. Палуєв, В. А. Петров, А. А. Потапов, М. С. Скобелкін, В. І. Тихановський.

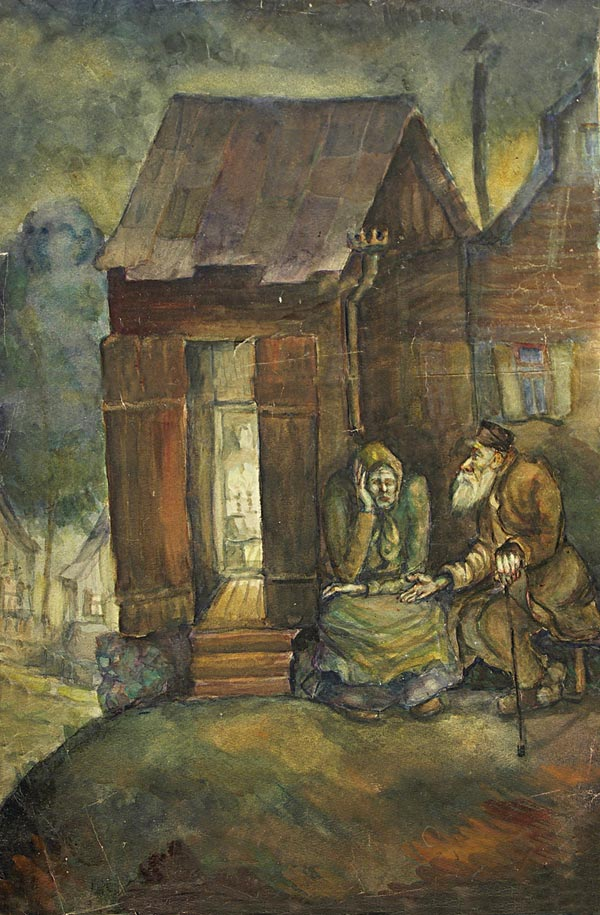
«Містечко», Всеволод Сулімо-Самойло, 1930-ті

Передвоєнний період у цілому позначився становленням художньої освіти та формування національної творчої інтелігенції, розквіт народної та самодіяльної творчості, активізацією виставкової діяльності. Розмах був великим, але рівень майстерності ще не досить високим. Найважливішими художніми центрами Удмуртії стали Іжевське художнє училище та товариство «Удмуртхудожник» (пізніше відділення Художнього фонду СРСР). У 1940 році стало можливим об'єднати в Спілку художників Удмуртської АРСР 9 авторів, в основному напівсамодіяльних. У роки Другої Світової війни лише в Іжевську пройшло 5 художніх виставок. Значення мала діяльність евакуйованих майстрів — В. А. Малишев, Всеволод Сулімо-Самойло, В. І. Фролов. Пішли на фронт Н. М. Галанов, Ф. І. Іванов, В. Г. Самарін, А. М. Сенілов, що знайшло потім своє відображення в їхній творчості. У післявоєнні роки в мистецтві Удмуртії наростали класицистичні натуралістичні риси. Особливу увагу надавали картині, але вагому роль продовжував відігравати пейзаж. Проблематично йшло розмежування професійного та самодіяльного зображального мистецтва. Серед провідних майстрів живопису — В. А. Жарський, Ф. В. Іванов, А. М. Сенілов, Дмитро Ходирєв; скульптури — М. Х. Тутинін; театрально-декораційного мистецтва — Г. Ю. Векшин, Анатолій Фокін; декоративно-прикладного мистецтва — Леонард Васєв.

#### Друга половина XX століття
Головними стимулами до розвитку мистецтва Удмуртії стали відкриття художньо-графічного факультету в УДПІ (1959) та включення його в художню зону «Велика Волга» (1960). Була закладена основа для комплексного та відносно рівномірного розвитку всіх пластичних мистецтв. У станковому живопису працювали Семен Виноградов, І. С. Горбунов, Олександр Ложкін, Микола Попов, Б. А. Постников, Георгій Рєпін, Петро Семьонов, Олександр Холмогоров, С. Т. Циркін; у графіці — Генріх Верещагін, Ільяс Нурмухаметов, І. Г. Споріус, Рем Тагіров, В. Н. Тупченко; скульптурі — Б. К. Волков, В. А. Табах; сценографії — Георгій Векшин, В. І. Векшина, Т. М. Швец; декоративно-прикладному мистецтві — Валентин Бєлобородов, Леонард Васєв, В. К. Галанов, В. Г. Жуйков, А. А. Лекомцев, Е. Л. Созіна, Олександр Солонінов. Зародилась місцева художня школа та поглибились пошуки національної самобутності мистецтва.
У 1970-ті роки професійне мистецтво Удмуртії вперше вийшло на всесоюзну та міжнародну сцену. Інтенсивний розвиток отримала виставкова діяльність. Зароджувалась мережа художніх шкіл та студій. У 1971 році пройшов 1-й з'їзд художників Удмуртської АРСР. Вагому роль відігравали портретний жанр (А. П. Холмогоров) та сюжетно-тематична картина (П. С. Семьонов). Із регіонального удмуртського живопису все визначнішим ставало явище російського мистецтва. Зросла зацікавленість художників до етнографічної достовірності картин. У період творчої зрілості увійшли живописці нового покоління — І. С. Бехтерєв, П. В. Йолкін, В. Б. Кононов, Ф. П. Матанцев, В. І. Михайлов, А. Т. Руських, Є. Є. Скобелєв. Прихід молодих професійних авторів обумовив розвиток графіки — станкової (В. І. Веретенников, А. Д. Кокорін, В. П. Любарець, В. Н. Олюшин, Є. Н. Русанов), книжкової (М. Г. Гаріпов, А. А. Кузьмин, В. В. Окунь, А. Г. Олін), плакату (І. І. Шан). Зміна поколінь проходила також і в театрально-декораційному мистецтві (А. Н. Абрамов, В. Л. Бєлих, В. Г. Герасименко, Б. В. Науменко), скульптурі (Анатолій Аникін, З. І. Бушкова, Б. М. Козлов, В. А. Цибульник) та декоравтино-прикладному мистецтві (Г. П. та Є. Н. Ємельянови, Ю. І. Кропачев, З. М. Лебедєва, А. В. Пілін, Б. Л. Степанов, В. І. та І. В. Чадини). Замість поодиноких, локальних творів, які прикрашали будівлі, художники стали створювати комплексні проекти естетичного насичення інтер'єрів та екстер'єрів із використанням усіх засобів художньої виразності і техніки — В. І. Биковський, Г. А. Галанін, В. С. Лукьяненко, С. С. Медведєв, В. В. Окунь, Г. А. Слюсарєв, В. П. Чувашев.
Із 1988 року в художньому житті Удмуртії все активніше почали брати участь послідовники авангардизму, які внесли в цілому свіжий потік у розвиток зображального мистецтва Удмуртії. Мистецтво Удмуртії попервах вивчалось виключно в контексті етнографії (наприклад, Кузебай Герд. «Мистецтво в побуті вотяків» Іжевськ, 1929). Епізодичні рецензії і статті не претендували на наукове визнання і розкриття художньої своєрідності творів мистецтва. Перші професійні мистецтвознавці-вчені з'явились у 1960-ті роки — Тетяна Лебедєва, Адель Поляк. Активно працюють також В. О. Гартіг, А. М. Єрмаков, В. Б. Кашаєв, Костянтин Климов, Наталія Розенберг, Євген Шумілов. Переважають праці з удмуртського мистецтва, професійного живопису та архітектури.

### Музика

#### До XX століття
Удмуртська музика розвивалась у рамках усної народної творчості, мала 2 напрямки (пісенний та інструментальний) та 3 типи — обрядова пісенна (вашкала кырзан), необрядова (огшоры кырзан) та ритуальна. Пісенний фольклор представлений мисливськими, бортницькими, календарними, землеробськими, весільними, поминальними, хороводно-ігровими піснями. Пізніше виникли рекрутські, батрацькі, сирітські, каторжні. Інструментальна музика була представлена танцювальним награванням, ритуальними мелодіями, пісенними акомпанементами. На розвиток музики в різний час мали вплив іноземні мистецтва — скіфи (VIII—III століття до н. е.), індоіранські (II століття до н. е. — V століття н. е.) та хозарсько-візантійське (V—IX століття). На межі X—XI століть на музику вплинуло панування Волзької Булгарії, у народній пісні з'явились поняття марзан, йырпинь, виникли спільні музичні інструменти. У міжнаціональних контактах утворилася музична естетика удмуртських обрядів, у тому числі молитов, близьких за змістом до грецьких. На початку XI століття прослідковується зв'язок із Західною Європою, в XII—XIII століттях — з російськими та фінськими землями, з Пермським та Архангельським краями, що привело до взаємопроникнення музичних інструментів.
У XVI столітті удмурти були приєднані до Росії, що призвело до проникнення російської культури. Починаючи з XVIII століття розвивається музика змішаного типу. У великих селах проходять ярмарки з театром Петрушки, ведмежими потіхами, народні гуляння на Масляну та Великдень. У містах відбуваються храмові передзвони, хресні ходи. З відкриттям шкіл, діти привчались до церковного співу, виконували канти та оди. В XIX столітті продовжується поєднання музичних культур двох народів. У навчальних закладах вчили музичних навичкок, нотної грамоти, співу в хорі, проводили благочинні концерти, бали. Музика набула світського характеру. В 1860-х роках почали проводити вечори читання творів Миколи Гоголя, Олександра Пушкіна, виконання романсів та пісень.

#### Перша половина XX століття
На початку XX століття активізувалось музичне життя Сарапула. Тут були відкриті музичні училище, школа, відділення ІРМО, виступав з концертами Сергій Рахманінов, приїжджали відомі співаки, оперні трупи. В 1920-х роках у музиці виокремились 2 напрямки — сільська традиційна музика та міська аматорська. Остання розвивалась як багатофункціональна та пропагандистська — вона лунала на мітингах, зборах, демонстраціях, суботниках. Основні форми — музична самодіяльність при гуртках лікбезу, хорові колективи педагогічних технікумів, музичні колективи клубів, у тому числі оркестри народних інструментів, музично-драматичні гуртки, хори. У репертуарі колективів з'являються пісні з новим вмістом — про бійця-червоноармійця, про бойову машину, про смерть солдата, переклади («Смело, товарищи, в ногу», «Варшавянка» та інші), а також пісні на вірші Данила Майорова, Ашальчи Окі, Айво Іві та перероблені народні пісні.
У 1930-ті роки були створені філармонія (1930), Удмуртський драматичний театр (1931), хор Удмуртського радіо (1934), оркестр гуслярів (1935), Симфонічний оркестр (1938). Державний хор і ансамбль танців мав у репертуарі народні пісні — «Горд Армия» («Червона армія»), «Пур келян» («Сплавна»), «Дурисьёс» («Ковалі»), «Колхоз сад» («Колгоспний сад»). Драматичний театр був європейського типу з музично-драматичними постановками історично-побутового характеру. З 1937 року в театрі працювали російські композитори Микола Греховодов та Микола Голубєв, які створили музику до вистав «Кезьыт ошмес» («Холодний ключ», 1937), «Камит Усманов» (1941) за п'єсами Гната Гаврилова, «Зибет зурка» («Іго здригується», 1936) за п'єсою Михайла Петрова тощо. Вони використовували фольклор, вводили до вистави хорові сцени, аріозо, дуети. У складі оперного театру були оркестр, хор, балет та солісти. Очолював його композитор Дмитро Васильєв-Буглай. Було поставлено 8 вистав, у тому числі опера Олександра Бородіна «Князь Ігор» удмуртською мовою. Театр працював один сезон та був розформований 1935 року.

#### Друга половина XX століття
У творчості воєнних років переважали обробки народних пісень, з'являлись масові пісні Миколи Греховодова «Проклятому ворогу смерть», «Пісні про трасу» (про будівників залізниці Іжевськ — Балезино). У післявоєнні роки в музиці з'явились нові жанри — романси, хорові сюїти, кантати, ораторії, опери, балети, симфонії, квартети. Сформувалась як окремий тип удмуртська професійна пісня, яка посіла центральне місце в культурі. Провідна роль у цьому жанрі належала Герману Корепанову. Він створив оптимістичні пісні громадянської тематики, збагатив музику епічними темами, на основі яких виникли оперні та балетні образи. Серед його пісень — «Удмуртія», «Зарни нянь» («Золотий хліб»), «Ми — залізний народ», «Мон тодам ваисько» («Я згадую все»). У творах 1970-х років пісні схилялись до індивідуалізації поетичного образу — «Біля тихих горобин» на слова Олега Поскрьобишева, «Белая черёмуха» на слова Степана Широбокова. Різні за характером ліричні пісні Геннадія Корепанова-Камського. У його творчості намічались нові тенденції в освоєнні національного матеріалу — пісні «Кырзаломе, данъяломе» («Заспіваємо, прославимо»), «Заной гинэ но» («Дорогий, так») написані на народні тексти.
Для театру були створені музична комедія «Сюан» («Весілля») Миколи Греховодова (1946), оперета «Любушка» (1959), музична комедія «Учыос чирдон дыръя» («Коли співають солов'ї», 1961), музична драма «Азін» (1977) Геннадія Корепанова-Камського. З'являються опери — «Наталь» (1960) Германа Корепанова, «Росіянка» (1967), «Змова» (1987) Геннадія Корепанова-Камського, «Повстання» (1980) Германа та Олександра Корепанових; балет «Італмас» (1961), опера-балет «Чипчирган» (1964) Геннадія Корепанова-Камського. Велике значення мали хорові твори — кантата Германа Корепанова «Здравниця» на слова Гая Сабітова (1980), хорові цикли Юрія Толкача «Високі сосни» та «Голос пам'яті» на слова Флора Васильєва (1984), «Літургія Іоанна Златоуста» (1993), хори Геннадія Корепанова-Камського «Куно пумитан» («Зустріч гостей»), «Гырыны потон» («День першої борозни», 1974), кантата Юрія Болденкова «Моя Удмуртія» на слова І. С. Токарева (1980), кантата Євгенії Кописової «Я голосую за мир» на вірші радянських поетів (1984), вокально-хореографічні поема С. Н. Черезова «Поле Сидорових» (1985), музичні твори до вистав Миколи Шкляєва. В 1970-ті роки активізувалась пісенно-хорова творчість для дітей. Вокальна музика представлена романсами Германа Корепанова «На пагорбах Грузії» (1955), «Лысву» («Роса», 1957), «Ум вунэтэ» («Не забудемо», 1962), «Ти вералэ» («Скажіть мені», 1981); Геннадія Корепанова-Камського «Сюлэм» («Серце», 1956), «Гужем уй» («Літня ніч», 1955), вокальними циклами Миколи Шабаліна «Небесні свічки» на слова Андрія Білого (1986), «Вакхічні пісні» на слова Олександра Пушкіна (1982), «Життя восторжествує» на слова Олега Поскрьобишева (1978); вокальними циклами Юрія Толкача «Муза» на слова Анни Ахматової (1979), «Із угорської народної творчості» (1982), «Спокій та воля» на слова Олександра Пушкіна (1982); вокальними циклами Геннадія Корепанова-Камського «Дві привітальні пісні» (з народної поезії, 1982), «Обрядові пісні» (на народні тексти, 1988).
В інструментальній творчості можна виділити твори з використанням національного матеріалу та традицій російської класики, твори з переважанням традицій радянської класики та твори з поєднанням національних сюжетів на основі радянського симфонізму. Серед таких творів — Перша та Друга симфонії (1964, 1983), Концерт для скрипки з оркестром (1953) Германа Корепанова; «Тиловайська сюїта» (1969), Симфонія для струнних та 4 литавр (1970), поема «Старий Мултан» (1975), поема для віолончелі та симфонічного оркестру (1966) Геннадія Корепанова-Камського; 3 симфонії (1966, 1972, 1979), сюїта для камерного оркестру «Іжевськ» (1975) Юрія Болденкова; капричіо «Весільні мелодії» (1976), Симфонія пам'яті Яна Сибеліуса (1995), концерт для фортепіано з оркестром (1980) Юрія Толкача; симфонічні сюїти «Наспів та два удмуртських танці» (1986) Миколи Шабаліна; сюїти для малого симфонічного оркестру «В'ятські пісні» та «Пазяльські пісні» (1982, 1985), Друга симфонія (1985) С. Н. Черезова; Симфонічне скерцо (1990), Концерт для фагота з оркестром (1997) Олександра Корепанова; «Удмуртські замальовки» (1980) Євгенії Кописової. Жанри камерної музики посідають значне місце в творчості Геннадія Корепанова-Камського, Олександра Корепанова, Юрія Болденкова.
На сьогодні в Удмуртії працюють Удмуртська державна філармонія, Державний театр опери і балету Удмуртії, Державний академічний ансамбль пісні і танцю «Італмас», Академічна хорова капела ДТРК «Удмуртія», Удмуртський театр фольклорної пісні «Айкай», Державний оркестр духових інструментів та Симфонічний оркестр Міністерства культури Удмуртії, фольклорні ансамблі «Чипчирган», «Зангари», «Танок». Серед закладів освіти діють Республіканське музичне училище, Республіканське училище культури, музично-педагогічний факультет при ДПІ, спеціальна школа-інтернат мистецтв Міністерства культури Удмуртії, музичне відділення Воткінського педагогічного коледжу, музичні школи, Спілка композиторів.

### Театральне мистецтво
Витоки театру удмуртів знаходяться в давньому синкретичному мистецтві, тісно пов'язаному з релігійними культами. Ці видовища мали обрядовий чи ритуальний характер і проводились у цілях збереження домашньої худоби, збільшення врожаїв та продовження роду. Фольклорно-ігрові форми мистецтва ще не були власне театром, тому вони не вимагали спеціальної сцени — нею слугували галявина, поле, хата. Разом з тим драматичні дійства, поєднуючись з ритуальними сценами, створювали єдине, естетично спрямоване дійство, яке мало практично всі ознаки сучасного театру. З розпадом патріархально-родового ладу поступово змінювались характер та зміст обрядових вистав. Утилітарно-магічні елементи в них зникли, на їхнє місце прийшли гра, лицедійство. У 1860-ті роки в Сарапулі з'являються перші російські аматорські драматичні колективи європейського типу. З середини 1870-х років Сарапул першим став приймати гастролі професійних театральних труп. Однією із перших вистав рідною мовою була комедія Лева Толстого «Від неї всі якості», поставлена 2 серпня 1918 року в селі Ягошур Глазовського району вчителькою А. Н. Урасиновою. В 1920-ті роки з'являються перші удмуртські драматурги, режисери, актори, театральні організатори — М. А. Абрамов, П. А. Батуєв, Кузебай Герд. Координаційним органом із художнього керівництва мережею аматорських гуртків стає драматичний колектив при Центральному Удмуртському клубі на чолі з Олександром Сугатовим (1924—1930). У різні роки в цьому гуртку працювали майбутні майстри професійного театру Кузьма Ложкін, Васса Виноградова, Клавдія Гаврилова, В. Г. Волков, Я. Н. Перевощиков, Григорій Овечкін та інші.

Дмитро Васильєв-Буглай

Глядач сприймав театр, насамперед, як школу, як одну з ефективних форм просвіти. Основу репертуару становили обробки творів народної творчості. Але сцена намагалась відобразити все нове, що несла з собою революційна дійсність. Гостру критику пережитків минулого в пізнанні людей, боротьбу із старими звичаями і традиціями містили п'єси «Удмурт сюан» («Удмуртське весілля» Данила Майорова (1919), «Туно» («Ворожка») Кузебая Герда (1920), «Дезертирлэн вöтамез» («Сон дезертира») П. А. Батуєва (1920). У перші післяреволюційні роки в Удмуртії деякий час працювали також російські драматичні театри — у Сарапулі Театр Рад (1917—1918), в Іжевську — Іжевський радянський театр (1918—1920), Театр Іжевського Пролеткульту (1918—1923). У квітні 1930 року в Іжевську починає працювати Іжевський театр робітничої молоді, який мали перетворити у професійний. 7 лютого 1931 року починає діяти Постійна удмуртська театральна трупа (Удмуртський драматичний театр). Перший спектакль театру «Вало öр куашетэ» («Річка Вала шумить» за п'єсою Гната Гаврилова став дипломною роботою студента 4-го курсу ЦЕТЕТИСу Кузьми Ложкіна. В 1934—1935 роках при театрі діяв Іжевський оперний театр, основу трупи якого складали майстри Большого театру та Московського оперного театру, головний диригент та керівник симфонічного оркестру відомий російський композитор Дмитро Васильєв-Буглай. Театр поставив всього 8 опер російських та зарубіжний композиторів, у тому числі «Євгеній Онєгін» Петра Чайковського.
У другій половині 1930-х років в Удмуртії відкривається ще 4 професійних театри — в Іжевську Російський драматичний театр (з 1961 року імені Володимира Короленка), Іжевський театр ляльок; у Сарапулі Сарапульський міський драматичний театр, у Воткінську Воткінський театр музичної комедії. Їхні спектаклі відображали трудовий ентузіазм радянських людей, ставили проблему формування нового розвитку людини. Ці мотиви розкривались у спектаклях «Аристократи» Н. Погодіна, «Шестеро любимих» А. Арбузова, «Слава» В. Гусєва, «Платон Кречет» та «В степах України» А. Корнійчука, «На березі Амура» В. Типова, «Грабіжник-нахаба людиною став» Є. Сперанского. Значне місце в репертуарі довоєнного часу займала російська та зарубіжна класика. У роки Другої світової війни всі театри, за винятком лялькового, зазнали структурних змін. Більшість акторів розформованого Російського театру перейшли до Сарапульського, який у травні 1942 року перетворився на Перший республіканський драматичний театр. Незначна частина удмуртської трупи на чолі з Кузьмою Ложкіним виїхала до села Алнаші, де створили Алнаський народний театр. Із акторів, що лишились, у серпні 1941 року в Іжевську режисер А. М. Чечельницький та художник Ілля Ходирєв створили госпрозрахункову трупу у складі 12 осіб. Восени того ж року до неї увійшли евакуйовані майстри сцени. У листопаді року трупа реорганізована в Другий республіканський драматичний театр. Провідне місце в репертуарі зайняли п'єси про боротьбу радянського народу проти німців, його віру в перемогу. Також театри звертались і до історичних творів — «Фельдмаршал Кутузов» В. Соловйова, «Надія Дурова» К. Ліпскерова та А. Кочеткова, «Олеко Дундич» М. Каца та А. Ржешевського, «Давним-давно» А. Гладкова. В Удмуртському театрі були відновлені п'єси «Вуж Мултан» («Старий Мултан») Михайла Петрова та «Камит Усманов» Гната Гаврилова.
Тема героїки залишається провідною і в післявоєнні роки. Російський театр ставив п'єси «За тих, хто в морі» Б. Лавреньова (1946), «Молода гвардія» А. Фадеєва (1947); Удмуртський театр — «Розкинулось море широке» В. Вишневського, А. Крона та В. Азарова (1946), «Удмурт ныл» («Удмуртська дівчина») Лазара Перевощикова (1947), «Казка про правду» Маргарити Алігер (1947), «Лейтенант Післегін» Гната Гаврилова (1950), «Дорогою безсмертя» Г. Товстоногова та В. Брагіна (1951); Сарапульський — «Костянтин Заслонов» А. Мовзона (1947). Театри хотіли показати післявоєнне життя країни, але це було нелегко, через те, що п'єс на цю тематику була замало. Автори використовували готові сюжетні форми, надумані конфлікти, у результаті чого відвідуваність низько падала. Так, у листопаді 1949 року закривається Театр музичної комедії. У період «відлиги» з'являються п'єси, які відображали актуальні проблеми сучасності, герої мали почуття господаря країни, особистої відповідальності, сміливіше почали показувати життєві протиріччя — «Мез яр дурын» («На крутому березі») Василя Садовнікова (1954), «Чукдор» Степана Широбокова (1956), «Персональна справа» А. Штейна (1956), «Знову разом» З. Аграненко (1964), «Чорні птахи» Н. Погодіна (1963). У 1958 році Удмуртський драматичний театр реорганізований у музично-драматичний. До трупи входять солісти-вокалісти, артисти хору, балету, оркестру. Ці зміни дозволили колективу ставити й опери, та балети. У першій половині 1990-х років до професійних театрів додаються ще 3 — «Парафраз» у Глазові (1991), «Молода людина» (1991) та «Дарт» (1993) в Іжевську. Початки демократизації по-новому освітили інші сторони сучасності та минулого, дозволили критикувати сталінізм (вистава В. Коркії «Чорна людина, або Я, бідний Сосо Джугашвілі», 1989), висвітлювати проституцію та волоцюжництво («Зірки на ранковому небі» А. Галіна, 1988; «Звалище» А. Дударьова, 1988).

#### Балет
Основні форми удмуртської хореографії відносяться до глибокої давнини. Тісно пов'язані з релігійними обрядовими культами, ритуальні танці разом із молитвами та жертвоприношеннями виконувались із магічною ціллю і були покликані задобрити богів та духів. Сліди ранніх форм танцю, пов'язані з дохристиянськими віруваннями удмуртів, зберігаються в обрядовому синкретичному мистецтві до початку 1920-х років. У сучасний час багато обрядів і магічних прийомів втрачають першопочатковий смисл, і магічна функція трансформується в розважальну, а сам танець починає функціонувати поза обрядом і виконується на будь-якому святі або гулянні під час загальних веселощів.
У 1920-х роках, коли в Удмуртії створюються перші аматорські художні колективи (драматичні, хорові, танцювальні гуртки в клубних установах, навчальних закладах), традиційний танець входить як обов'язковий елемент до вистав, концертних номерів. З організацією в 1931 році удмуртського професійного драматичного театру національний хореографічний матеріал, поряд з пісенним, перероблюється композиторами. У виставі «Зибет зурка» («Іго здригується») та «Кезьыт ошмес» («Холодний Ключ»), поставлені в 1936 році за п'єсами Михайла Петрова та Гната Гаврилова, музика Миколи Голубєва, танцювальні номери увійшли як складові елементи сценічної дії. Традиційна хореографія знаходить своє відображення в музичних драмах «Камит Усманов» Миколи Греховодова (1941) та «Аннок» («Гануся») Ісая Галкіна (1941), створений на лібрето Гната Гаврилова, у музичній комедії Миколи Греховодова «Сюан» («Весілля»; 1946), літературною основою якої стала п'єса Василя Садовникова.
Традиції музичної національної хореографії, закладені російськими музикантами, з початку 1960-х років визначали основу великих музичних жанрів, засновниками яких стали удмуртські композитори — опера «Наталь» Германа Корепанова (1961), опера-балет «Чипчирган» («Свирель»; 1964), опери «Росіянка» (1967), «Змова» (1987) Геннадія Корепанова-Камського, «Бунт» Германа Корепанова та Олександра Корепанова (1980), балети «Італмас» (1961), «Сюлэм гур» («Поема про кохання»; 1965) Геннадія Корепанова-Камського, «Героїчна симфонія» Германа Корепанова (1967).
У розвиток балетного мистецтва республіки значний внесок зробили балетмейстери Л. І. Бордзиловська, В. Н. Буланов, А. А. Голишев, А. І. Курбатов, В. В. Нікітін, Г. Н. Рубінська, І. С. Сергєєв, С. М. Тулуб'єва, С. Г. Шмагін; танцюристи С. А. Афанасьєва, В. А. Демьянов, М. Н. Кузнецова, Т. С. Михайлова, В. В. Морозков, Г. І. Рижикова, Ю. П. Таранова, І. В. Токмаков, І. К. Шкрабов, Г. М. Шулунова, А. Г. Щочев.
Вагомий внесок у розвиток та пропаганду удмуртського хореографічного мистецтва зробив Державний хор та ансамбль танцю — нині ансамбль пісні і танцю «Італмас». У довоєнний період балетмейстерами Л. І. Шолоховим та Р. Е. Ардевіліо на традиційній основі створені яскраві танці «Ули-ули», «Ялыке» («Давайте танцювати»). В 1950-ті роки А. І. Бондарєв створює нині широковідомі танці «Чабкыса эктон» («Танець з плесканням»), «Жингыртыса эктон» («Танець із дзвіночками»). Серед інших танців, які отримали широке глядацьке визнання, — «Тыпыртон» («Перепляс»), «Югдон» («Світанок»), «Эх шу, жингыр шу», «На лавці», «Кізнерська кадриль» тощо. Над сценічною переробкою та створенням плідно працюють В. Є. Старіков, А. Г. Щочев та інші.
У 1970—1980-ті роки в репертуарній політиці балетної трупи ансамблю помітним було прагнення до створення на основі елементів традиційної хореографії значних творів, які відображають сучасний побут та культуру удмуртського народу. Найвідоміші серед них «Турнан дыр» («Сінокіс»), «Веселе весілля». Сучасні танці, відрізняючись динамічністю, яскравістю, не втратили народної основи, органічно увійшли до музичних творів великих театральних форм, до репертуару ансамблю «Італмас».

#### Художня самодіяльність
Художня самодіяльність удмуртів виражена у формі творів декоративно-прикладного, музичного і танцювального мистецтв. Ще здавна мисливські, календарно-обрядові пісні, інструментальні мелодії, народні танці визначали своєрідний лінійний ритм та мотиви орнаменту, особливості побуту, природних умов, історії народу. Активний розвиток самодіяльності почався із прийняттям в 1917 році «Декларації прав народів Росії», тоді ж утворюються перші культурно-просвітницькі гуртки, мережа клубів, які з часом переростали в народні будинки. На 1919 рік у Глазовському повіті нараховувалось 70 гуртків та 38 народних будинків. При відділеннях народної освіти створювались підвідділи мистецтв. На початку червня 1920 року був відкритий підвідділ при Іжевському відділенні народної освіти, який складався із 3 секцій — театральної, музичної, образотворчої. У театральній було створено 2 драматичних трупи та 2 музичні школи. У музичних школах були спеціальні класи скрипки, рояля, віолончелі, хорового та сольного співу. Секція образотворчого мистецтва організувала студію на 80 осіб. Першим професійним художником в Удмуртії став Микола Косолапов. У 14 волостях при народних будинках існували драматичні гуртки.

Герман Корепанов

На початку 1930-х років регулярно проводились огляди самодіяльності та виставки робіт народних умільців. У 1934 році пройшла олімпіада сільської художньої самодіяльності. Із 9 районів у ній брало участь 11 тисяч осіб. При клубах імені Жовтневої Революції, імені Леніна та імені 1 Травня в 1936 році працювало 10 удмуртських драматичних гуртків. У березні 1936 року в Кірові відбувся крайовий огляд самодіяльності колгоспів. Лауреатами стали колективи з Малопургинського («Юж-Пурга») та Алнаського («Горд кизили») районів. У 1936 році вперше у республіці була організована виставка народного прикладного мистецтва, зібрано до 40 казок та легенд, записано понад 1000 пісень, випущено 3 збірки пісень. У вересні того ж року в Іжевську був відкритий республіканський Будинок народної творчості. В 1937 році проведена декада удмуртського мистецтва, у якій взяли участь 259 колективів.
Значний розвиток художня самодіяльність отримала в післявоєнні роки. У 1947—1960 роках кількість колективів збільшилась у 3,3 раза, учасників майже у 8 разів. У травні 1959 року в Удмуртії з'явився перший народний театр — колектив Іжевського БК машинобудівників (керівник та режисер, Заслужений діяч мистецтв Удмуртії — В. І. Черник). У 1957 році було засноване Всеросійське хорове товариство, у січні 1959 року його Удмуртське відділення (керівник — Герман Корепанов). Композитори Г. Матвеєв, Н. Новожилов, П. Кубашев, Г. Павлов, А. Сутягин та інші створюють пісні, видають збірки. На 1 січня 1997 року в Удмуртії працювало 70 народних сільських колективів, у тому числі 16 народних театрів, 26 хорів, 8 ансамблів пісні і танцю, 6 фольклорних колективів, 4 аматорських кіностудії, 7 оркестрів та ансамблів, 3 агітбригади. Найбільшого розвитку досягли такі народні колективи: ансамбль народного танцю «Андан» БК «Металург», ансамбль гармоністів та фольклорний колектив «Зарни шеп» Малопургинського району, фольклорний колектив «Байгурезь» Дебьоського РБК, татарський ансамбль пісні і танцю «Гузель» БК залізничників та інші.

### Цирк
Ще здавна в Удмуртії були популярні бродячі артисти — скоморохи з дресированими ведмедями, силачі з гирями, факіри. Наприкінці XIX століття в Іжевську почали будувати циркові балагани, дощаті тимчасові будівлі із сидячими місцями-лавками для багатих та стоячими «загонами» для бідних. Довгий час в Удмуртії не було професійного цирку, а вистави давали заїжджі артисти. Перший стаціонарний цирк був збудований місцевим підприємцем Олександром Коромисловим у 1895 році. Він містився біля Мучного базару та згорів у роки Громадянської війни. 21 вересня 1926 року біля Сінної площі відкрився стаціонарний цирк «Коларт» на 1,5 тисячі місць, який опалювався дровами та освітлювався гасовими лампами. В 1939 році було прийнято рішення на місці старої будівлі звести нову, кам'яну. Архітектор Петро Попов взяв за основу проекту кам'яний цирк Чинізеллі в Петербурзі (1877), додав до нього портик із барельєфами акробатки та приборкувача і збільшив висоту купола до 20 метрів. Цирк на 1811 місць відкрився, не зважаючи на війну, 29 листопада 1943 року і першими його глядачами були поранені бійці.
Наприкінці 1980-х років будівля цирку почала руйнуватись, її було визнано аварійною. 14 січня 1990 року цирк був закритий на реконструкцію, але, підрахувавши витрати, було вирішено знести старий та збудувати новий цирк. Остаточне рішення про знос прийняли лише в 1999 році, і 29 грудня цирк був зруйнований. 17 січня 2000 року був закладений новий (за проектом московського архітектора Михайла Весніна), а в 2003 році закінчено будівництво цирку, який на сьогодні не має аналогів у світі (на 1800 місць).

### Радіо та телебачення
В Удмуртії діють 1 державна та 2 комерційні телерадіокомпанії, найбільша з яких Державна телерадіокомпанія «Удмуртія» створена в липні 1991 року. Вона є правонаступницею Державного комітету з телебачення та радіомовлення Удмуртської АРСР. Це єдиний творчий виробничий колектив, який здійснює інформаційне, публіцистичне та художнє мовлення удмуртською, російською та татарською мовами.

#### Радіомовлення
З 5 листопада 1932 року на хвилі 363,6 м почала свою роботу перша удмуртська радіостанція РВ-78, тоді по ній прозвучала перша радіопередача удмуртською мовою. На сьогодні об'єм місцевих радіопередач Удмуртського радіо становить приблизно 7 годин на добу, у тому числі 3 години на власному каналі удмуртською і російською мовами та 40 хвилин на тиждень — татарською мовою. Були встановлені дружні зв'язки з іншими республіками та областями Російської Федерації. Щотижня в радіоефір виходить радіожурнал семи республік «Між Волгою та Уралом». У 24 районах Удмуртії працюють місцеві радіоредакції, які оперативно інформують слухачів про новини району.

#### Телебачення
Перша телепередача Іжевської студії телебачення вийшла 4 листопада 1956 року. Після закінчення будівництва Іжевського телецентру з червня 1957 року почалось регулярне мовлення — 3 рази за тиждень, обсяг мовлення склав 289 годин. У 1958 році мовлення збільшилось до 4 разів на тиждень, а обсяг мовлення склав 650 годин. 16 березня 1962 року почала діяти радіорелейна лінія і телеглядачі отримали можливість переглядати програми Центрального телебачення.
Наприкінці 1980 року в Іжевську був відкритий новий телецентр, передачі почали транслюватись у кольорову вигляді. На сьогодні мовлення ведеться на двох каналах: 10-му та 34-му. Власний середньодобовий обсяг передач становить 2 години 5 хвилин. За роки існування телецентру були проведені телеконкурси сільських районів «Хто з 25?» (1988—1990) та «Сімейна карусель» (1992), в останньому взяли участь близько 400 родин. У 1992 році в ефір вперше вийшла програма «Урал-ТБ». Її авторами стали тележурналісти із Челябінська, Єкатеринбурга, Оренбурга, Тюмені, Кірова, Пермі та Іжевська. У грудні 1992 року були організовані регулярні телепередачі «Фіно-угорський світ» за участі ДТРК «Марій Ел», «Мордовія», «Комі Гор», «Удмуртія», «Карелія», «Югорія» та міста Перм. У вересні 1995 року телепрограма «Без піджака» (1993—1995) стала призером Міжнародного фестивалю телепрограм «Оксамитовий сезон». У 1995 році ДТРК «Удмуртія» взяла участь у Першому Міжнародному фестивалі фільмів корінних народів, який проходив на Алясці, США. Серед комерційних телеканалів в Удмуртії існує ВАТ «Новий регіон», акціонери якої АТ «Удмуртенерго», АТ «Удмуртліс», АТ «Іжевськгаз», АТ «Аспек» тощо.
У вересні 1994 року Уряд Удмуртії ухвалив програму створення власної телерадомовленевої мережі. Перші кроки в її реалізації — встановлення та робота передавачів на дециметровому телеканалі. У листопаді 1996 року був відкритий радіоканал «УКХ-канал», який дозволяє вести мовлення у стереоваріанті.

### Кіно

Михайло Алешковський

Перша удмуртська самодіяльна кіностудія була створена в місті Глазов у БК «Росія» («Чепца») в 1964 році, яка проіснувала 26 років. Її фільми «Золотий переїзд», «Нічийна територія», «Встережи себе від біди» та «Рубікон» стали лауреатами республіканських та зональних оглядів-конкурсів. Керівником студії був В. А. Бобилєв. У 1970 році в Іжевську почала діяти аматорська кіностудія при Російському державному театрі імені В. Г. Короленка. Сценарист та постановник фільмів — режисер професійного кіно Н. Гусаров, оператор — народний артист Удмуртської АРСР Михайло Алешковський. Їхній перший фільм — аматорська картина «Дорога на Оклахому». У 1973 році у Воткінську був створений кінофотоклуб «Фокус». Фільми воткінських фотолюбителів «Гра в піжмурки», «Квіти на землі», «Танкіст із Безстрашного», «Озирнись, людино!», «За солодкою журавлиною» та інші відзначені дипломами республіканських та всеросійських фестивалів.
З кінця 1970-х років стали з'являтись нові кіностудії. 1982 року в Глазові створена дитяча кіностудія «Смена» (керівник В. Л. Пермінов). Їхні фільми «Всюди лиш питання», «ТБ жителів Марса», «Єралаш» стали лауреатами республіканських, всеросійських та всесоюзних фестивалів у містах Ліпецьк, Тбілісі, Ульяновськ, Москва, Можга та Глазов. При заводі «Хіммаш» (Глазов) була створена кіностудія «Екран» (керівник В. А. Ессен), нею був знятий фільм «Літопис заводу Хіммаш». У 1981 році організовано кіностудію «Можфільм» на базі районного БК, керівником став С. В. Мінеєв. Фільми можгинців «Вікно», «Поле братів Сидорових», «На святі весни», «Хлібороби», «Квиток» та «Льошка та сніговик» стали лауреатами республіканських та всеросійських фестивалів. У ці ж роки кіно розвивається і в інших регіонах: у місті Сарапул С. Болкісев зняв фільм «Сповідь», який став лауреатом всеросійського фестивалю; у селі Юкаменське фільм З. Єсенеєва «Моя колодчаста батьківщина» став лауреат республіканського фестивалю. Наприкінці 1980-х років при Іжевському мотозаводі був організований кінофотоклуб «Темп» (керівник І. Чехомов). Їхні слайд-фільми «Зона» та «Час вперед!» стали лауреатами фестивалю аматорських фільмів у місті Можга 1987 року. У 1994 році в Іжевську була створена кіностудія «Кайрос», яка зняла найвідоміший фільм про Удмуртію — «Тінь Алангасара», який побудований на удмуртських міфах.
У 1987 та 1989 роках у місті Можга пройшли Всеросійські фестивалі аматорського політичного фільму «Я люблю тебе, життя!». В 1990 році у Воткінську пройшов Всеросійський фестиваль аматорських фільмів, присвячений пам'яті П. І. Чайковського. В 1988 та 1991 роках у Глазові пройшли всеросійські фестивалі аматорського ігрового та мультиплікаційного фільму.

## Освіта
Перші навчальні заклади в Удмуртії з'явились у 1790 році, коли в Сарапулі було відкрито мале народне училище для навчання російських та удмуртських хлопчиків (керівник — Олексій Вештомов). У ході реформи освіти в 1804 році Удмуртія ввійшла до Казанського навчального округу. Були відкриті повітові училища в Сарапулі (1817) та Глазові (1827), парафіяльні училища в Сарапулі (1817) та Глазові (1817). Однорічні парафіяльні училища створювались для навчання селян та міщан, трирічні — для дітей купців, міщан. У 1842 році Міністерство державного майна перетворило школи в казенних поселеннях у парафіяльні і на 1845 рік у краї їх нараховувалось 39. У них спочатку навчались лише хлопчики, пізніше і дівчатка. Слідом за Міністерством школи для селян почало відкривати й Удільне відомство. На середину XIX століття Міністерству народної просвіти належало 4 повітових та 5 парафіяльних училищ, Удільному відомству — 6 парафіяльних, Міністерству держмайна — 34 училища, Єпархіальному відомству — 2 духовних училища. В Іжевському заводі діяли школи для дітей майстрових, адміністративного апарату та школа арсенальних учнів, а також школи для робітників у селах Гольяни, Зав'ялово та Юськи. У Камсько-Воткінському гірничому окрузі діяли окружні училища, гірничозаводські школи, жіноче училище та школа для робітників у селі Перевозному.
Із 1860—1870-х років система освіти розвивається за ініціативи земства. Одно- та двокласні школи і училища земства та Міністерства народної просвіти, повітові міські училища за Положенням 1872 року, вищі початкові училища були у віданні повітових училищних рад Міністерства народної освіти. Духовні училища, одно- та двокласні церковно-парафіяльні, другокласні церковні вчительські школи, місіонерські школи В'ятського комітету Православного місіонерського товариства, протирозкольничі школи Братства святителя і чудотворця Миколая і Сарапульського Вознесенського братства, школи грамоти були у віданні повітових відділень єпархіальної училищної ради. На початок XX століття у 873 початкових школах і училищах всіх відомств навчалось 46,6 тисяч учнів. Основним типом таких закладів були земські одно- та двокласні училища. У другій половині XIX століття почала складатись система середньої освіти. Ініціатором відкриття таких закладів стало земство. На осінь 1917 року діяли Сарапульське чоловіче реальне училище (1873), Глазовська (1910) та Іжевська (1914) чоловічі гімназії, приватний заклад В. Н. Смірнова у Воткінську (1912), жіночі гімназії в Сарапулі (1881), Глазові (1898), Воткінську (1910), Іжевську (1911). Чисельність учнів на 1917 рік становила до 5 тисяч осіб. Земство підтримувало підготовку вчителів. Підготовкою вчителів для церковно-парафіяльних шкіл, шкіл грамоти, братських та місіонерських шкіл займалось духовне відомство. У його розпорядженні були Глазовське та Сарапульське духовні училища, Якшур-Бодьїнська двокласна жіноча церковно-парафіяльна школа з педагогічним класом та 5 другокласних церковних вчительських шкіл. Для шкіл Міністерства та земства вчителів готували переважно жіночі гімназії та прогімназії, а також Глазовська та Сарапульська вчительські семінарії.
На початку XIX століття зародилась професійно-технічна освіта, пов'язана з діяльністю Іжевського та Воткінського заводів. У 1807 році на заводах були відкриті гірничі школи для підготовки технічного персоналу. Зброярських майстрів готувала з 1827 року школа арсенальних учнів на Іжевському заводі. Нижчу професійно-технічну підготовку давало Воткінське зброярське училище (1848), працювали також Іжевські зброярська (1870) та реміснича школи (1876), Сарапульська нижча реміснича школа імені Д. Г. Іжболдіна (1898), Камбарська школа ремісничих учнів (1896). Повітові земства відкривали класи рукоділля, слюсарських та столярських відділень при нижчих навчальних закладах. Були відкриті десятки земських навчальних майстерень різного профілю. Вершиною в системі професійно-технічної освіти стало Воткінське середнє механіко-технічне училище (1907). З діяльністю земств пов'язана і сільськогосподарська освіта. З початку 1870-х років у кожному повіті готували ветфельдшерів, направляли своїх стипендіатів у різні сільськогосподарські навчальні заклади країни. З кінця XIX століття формується система нижчої сільськогосподарської освіти. Відкриваються Парзинська нижча сільськогосподарська школа 1 розряду (1894) та Асановська нижча жіноча сільськогосподарська ферма (1897), у 1911—1912 роках діяла Сюмсинська нижча лісова школа. У всіх повітах відкривали свої навчальні пасіки, у десятках початкових навчальних закладах були відкриті сільськогосподарські класи та відділення. Значну роль відігравали курси з бджолярства, льонярства, нових прийомів агрокультури.
У квітні 1917 році пройшов Установчий з'їзд Всеросійської вчительської спілки, на якому було вирішено створити губернські комітети народної освіти. З кінця року були реорганізовані старі структури управління — ліквідований Казанський навчальний округ, училищні ради, посади директорів та інспекторів училищ. У квітні 1918 року створена губернська Рада народної освіти (РНО), головою якої став есер Н. А. Желваков. Губернські, повітові та волосні РНО працювали під керівництвом Ради депутатів. З червня діяльність РНО призупиняється, управління переходить до відділу народної освіти (ВНО) при Раді депутатів. Створюються Глазовський повітовий ВНО (червень 1918), Сарапульський (жовтень 1918), Іжевський (листопад 1918), Воткінський (липень 1919). З жовтня була визначена однорідність радянської школи. В Удмуртії всі початкові училища, церковно-парафіяльні школи, двокласні училища перетворені в школи I ступеня, гімназії та вищі початкові училища — у школи II ступеня. Із січня після Декрету про відділення церкви від держави та школи від церкви були ліквідовані посади законовчителів (віровчителів), припинилось навчання Закону Божого. Багато педагогів та батьків сприйняли це негативно і виступали за повернення такого викладання (Юкаменське, Іжевськ, Глазов). Із приходом Радянської влади педагоги зустріли її з пересторогою, В'ятська вчительська спілка прийняла заяву проти нової влади. Політичні погляди та лояльність вчителів до нової влади стали основними критеріями відбору педагогів. Багато з них були звільнені через непідготовленість, вибір яких проводився під контролем Ради депутатів та партійних організацій ВКП(б). Через це постала проблема нестачі педагогічних кадрів.
У ці роки починає складатись система дошкільних закладів, перші дитячі садки були відкриті 1918 року в Іжевську (організатор — М. І. Животкова), 1919 року — у Сарапулі та Воткінську, 1920 року — у Можзі. У червня 1919 року в селі Цип'я Малмизького повіту був відкритий перший дитячий садок для удмуртських дітей. На кінець року в Удмуртії вже діяло 43 садочки. З 1962 року дитячі садки стали навчально-виховними закладами, з 1990-х років — працюють за інноваційними програмами.
Радянська школа сформувалась як школа грамоти, її задачами стали ліквідація безграмотності, загальна початкова (1930), загальна семирічна (1949) та середня освіта (1970-ті). На початок 1920 року в Удмуртії працювало 804 школи, 1950 вчителів навчало 59 тисяч учнів, на кінець року шкіл було вже 814, у тому числі 784 — I ступеня, 30 — II ступеня, 6 — для дорослих. У середині 1921 року навчалось 18 тисяч безграмотних, працювали 752 ліквідатори безграмотності в 613 школах. Перші школи для дорослих були відкриті в 1922 році: 5 — I ступеня та одна II ступеня. Вечірні школи селянської молоді вперше організовані в 1929 році — 18 шкіл, 528 учня. На 1 січня 1938 року навчалось понад 21 тисяча безграмотних та 24,8 тисяч малограмотних віком до 50 років. За переписом 1939 року, грамотність в Удмуртії віком 9—49 років складала 87 %. У 1944 році школи для підлітків перейменовані в школи робочої молоді, у 1946 році виникли заочні середні школи. Після війни почалось скорочення вечірніх шкіл, на 1980 рік їх лишилось 45, а на 1990 рік — 16. На початок 1991 року в Удмуртії створено навчальні заклади підвищеного рівня освіти — природничо-гуманітарного, педагогічного, математичного, економічного, філологічно-лінгвістичного напрямків на базі 10 шкіл Іжевська, 4 сільськогосподарських коледжів фермерського напрямку в Алнаському, Зав'яловському, Воткінському та Сарапульському районах. Організовані класи ліцейного типу з поглибленим вивченням окремих дисциплін, профільні класи в сільських школах.

### Удмуртська національна школа
Поширення просвіти серед удмуртів почалось із першої чверті XVIII століття і було пов'язане з християнізацією. 1722 року в Казані була створена архієрейська школа, у якій вчились удмуртські діти. З другої чверті південні удмурти навчались грамоти в Казанській духовній семінарії, з 1745 року — у Свіязькій, з 1750 року — у Єлабузькій та Казанській новохрещенських школах. За перші 20 років у таких школах навчалось 259 удмуртів із 22 поселень Арської дороги. У 1836 році в 16 місіонерських школах Удмуртії навчалось 167 дітей. У 1775 році в Петербурзі були надруковані «Сочиненія, принадлежащія к грамматик вотскаго языка» Веніаміна Пуцек-Григоровича, у середині XIX століття широко використовувалась «Азбука, составленная из Российских, церковной и гражданской печати букв для обучения вотских детей чтению на их наречии», видана 1847 року в Казані. Процес зародження удмуртської національної школи розвивався в рамках «системи християнської просвіти» Миколи Ільмінського. Важливим фактором стала діяльність Казанської чужорідної вчительської семінарії, Бірської вчительської школи, Карлиганської центральної удмуртської школи, перекладацької комісії та типографії Казанського університету, діяльність перших удмуртських педагогів-просвітників Кузьми Андреєва, Іоанна Васильєва, Н. І. Іванова, Івана Міхеєва, Гаврила Прокоп'єва, Івана Яковлева, Василя Крилова. Значний внесок у становлення удмуртської школи зробили Микола Блінов та Владислав Іслентьєв.
Активний розвиток національної школи починається в 1920—1930-х роках. 4 листопада 1918 року відкривається вчительська семінарія в Єлабузі, на початку 1919 року вчительська семінарія в селі Новий Мултан Малмизького повіту, у березні — удмуртське відділення педагогічних курсів у Сарапулі. Одночасно створювались короткотермінові курси з підготовки шкільних працівників з удмуртів. На початок 1920 року було 176 удмуртських шкіл, де працювало 450 вчителів та 110 ліквідаторів безграмотності. Перепис 1926 року показав, що грамотність піднялась до 33 %. Видаються для удмуртських дітей Буквар, Книга для читання та Граматика удмуртської мови. Серед авторів — Іван Міхеєв, Максим Прокоп'єв, Михайло Ільїн, Павло Глезденьов. Активно включається в громадську діяльність Кузебай Герд, який розробляє підручники («Шуныт зор»/«Теплий дощ», 1924) та методичні посібники. Книги з інших предметів перекладались із російської мови. На 1920 рік він заснував дитячий журнал «Муш» («Бджола»), педагоги передплачували двомовний журнал «Просвіта Вотобласті». У цей період удмуртська мова як обов'язкова вивчалася у всіх школах незалежно від національності.

Підручник з удмуртської мови Івана Яковлєва, 1927

В 1926 році у Вотській АО існувало 452 середні школи, у яких навчалось 39,5 тисяч учнів, із них 22,2 тисячі — удмурти. Після створення удмуртської автономії національних шкіл збільшилось на 142 %, учнів — на 43 %. Значною подією для розвитку національної школи стало створення комісії з реалізації удмуртської мови «Рудья». Створювались словники, нові підручники. У 1934 році видано 22 підручника для 1—4 класів, 14 підручників для 5—7 класів. З початку 1930-х років національний підхід стає вторинним, на перший план виходить соціальний, починається русифікація. Більшість національних шкіл переводиться на російську мову, 80 % удмуртської літератури було ліквідовано. До 1957 року викладання в школах повністю переходить на російську мову, до 1958 року призупиняється видача удмуртських підручників для 5—7 класів, удмуртська мова вивчається як додатковий предмет. Пізніше викладання удмуртської ліквідовується і в початковій школі, де останній підручник видається в 1968 році.
Процес відновлення та оновлення національних шкіл відноситься до початку 1990-х років. У 1991 році була прийнята Концепція розвитку національної освіти в Удмуртії, у 1994 році — Державна програма із збереження та розвитку удмуртської мови та мов народів, які компактно проживають на території Удмуртії, того ж року — Конституція Удмуртії, у 1995 році — Закон «Про народну освіту». З 1990 року видається науково-методичний журнал «Вордскем кыл» («Рідне слово»), того ж року відкривається Удмуртський філіал Інституту національних проблем освіти, з 1996 року — НДІ Національної освіти Удмуртії. В Інституті вдосконалення вчителів відкриті кафедри національної освіти. В 1996 році удмуртську мову та літературу вивчали в 452 школах (52 %), у тому числі удмуртську мову в 419, татарську в 22, марійську в 10, чуваську в 1 школі. В Іжевську відкриваються Удмуртський національний центр освіти «Школа — дитячий садок» (1995), татарська класична гімназія (1998). Випускники національних шкіл обирають вузи як Росії, так і Естонії — в 1996 році в Російському університеті Дружби народів навчалось 30 удмуртів, в Естонському аграрному університеті — 9, у Тартуському державному університеті — 8 осіб.

## Наука
Прадавні мешканці берегів В'ятки та Ками ще з далеких часів вміли добувати та зберігати вогонь, ловили рибу, полювали на диких тварин, вони знали корисні властивості багатьох рослин. Необхідність до адаптації мінливих умов, ведення складного суспільного життя стимулювали процес пізнання. Перехід до виробничих форм — скотарства та землеробства, освоєння техніки литва та обробки металів стали важливим етапом у розвитку удмуртів. Із покоління в покоління передавались знання технології селекції, виготовлення знарядь праці. Стародавні місцеві сорти жита, вівса, м'якої пшениці, полби, ячменю, в'ятські породи коней, великої рогатої худоби, овець, землеробського знаряддя та різні прийоми полювання і рибальства — це результат творчої роботи багатьох поколінь удмуртів. Паралельно з матеріальним виробництвом розвивалась і духовна культура. Перші письмові відомості про Прикам'я та місцеве населення з'являються в древніх записах арабський купців, мандрівників та державних діячів у IX—XII століттях. Джерелами знань про В'ятський край є російські літописи та друковані праці зарубіжних авторів XIV—XVII століть. Після приєднання удмуртів до Росії почав зростати інтерес до місцевих природних ресурсів та населення. Велику роль у вивченні краю відіграла Петербурзька АН (1724), яка проводила експедиції краєм. У другій половині XVIII століття в Удмуртії побували Ф. І. Сталенберг, Г. Ф. Міллер, Петер-Сімон Паллас, І. Г. Георгі, Петро Ричков та Н. П. Ричков. З вивчення побуту, культури, традицій, мови, вірування удмуртів велику роботу проводили православні місіонери. Фактором посилення інтересу до Удмуртії стало будівництво мідних та залізоробних заводів. Заснуванню Іжевського заводу передували вивчення верхів'я річки Іж у ботанічному, геоморфологічному, гідрологічному та етнографічному відношеннях. Автори проекту звернули увагу навіть на якість ґрунту. 1765 року в Петербурзі створено Вільне економічне товариство, яке почало статистично-географічне дослідження Росії. Подвірні (1678—1710), а потім і Ландратські (1716—1795) переписи дозволили отримати уяву про чисельність та господарство населення. Можливості чіткішого вивчення Удмуртії з'явились із відкриттям Казанського університету (1804), який став центром дослідження всього Середнього Поволжя та Передуралля. В'ятський край залишався У сфері уваги і Російської АН, а також різних наукових товариств.
У результаті усіх досліджень на мапах різної тематики територія Удмуртії перестала бути білою плямою. Все частіше з'являються статті та книги про природу, економіку, населення, історію та медицину В'ятської губернії. Автори публікацій — служителі православної церкви, заслані революціонери, технічні спеціалісти, лікарі, студенти, науковці. На початку XX століття, коли отримали розвиток капіталістичні відносини, ще більше активізувались наукові дослідження. Іжевський та Воткінський заводи стали центрами технічної думки, завдяки якій продукція відповідала світовій якості. Широкого розмаху отримала освіта. На початку XX ст. з'являється перше в Удмуртії товариство краєзнавчого напрямку — Товариство вивчення Прикамського краю в Сарапулі. На 1913 рік Удмуртія мала вже власні інтелектуальні ресурси для створення вузів та НДІ. Але Громадянська війна відсунула цей процес на 20 років. 1931 року було організовано комплексний НДІ, який у 1936 р. перетворено на Удмуртський НДІ соціалістичної культури. В 1933 році при Обласному управлінні створено НДІ соціалістичного землеробства, який 1935 року став Удмуртською обласною дослідною станцією. Товариства з вивчення Вотського краю та виробничих сил Удмуртії, які проіснували декілька років, зробили свій внесок у пізнання краю. Заводські лабораторії та Удмуртське відділення Всесоюзного товариства винахідників вели роботу в царині прикладних наук. Відкриття в 1931 році Удмуртського педінституту та в 1933 році Іжевського медінституту стало важливим етапом не лише підготовки вчителів та лікарів, а й науковців. У повоєнні роки організовано Іжевський механічний інститут (1952) та Іжевський державний сільськогосподарський інститут (1954), Глазовський педагогічний інститут (1952), низку галузевих НДІ, проектно-конструкторських та проектних інститутів. Для розвитку регіональної науки величезне значення мало створення 1991 року Удмуртського наукового центру Уральського відділення Російської АН та відкриття в 1972 році Удмуртського державного університету.